# Istres
Istres (prononcé [istʁ(ə)]) est une commune française, sous-préfecture du département des Bouches-du-Rhône, dans la région Provence-Alpes-Côte d'Azur. Elle est le chef-lieu de l’arrondissement d'Istres, du canton d’Istres et commune membre de la métropole d'Aix-Marseille-Provence.
Encadrée par l'étang de Berre et l'étang de l'Olivier, la commune est en bordure de la plaine de la Crau et à proximité du massif des Alpilles, de la Camargue et du littoral méditerranéen. Elle est récompensée par quatre fleurs au concours des villes fleuries par le Conseil des Villes et villages fleuris de France. Ville aéronautique par l’implantation d'une base aérienne majeure, elle a également su développer une importante activité sportive avec la présence de plusieurs clubs en championnats professionnels au niveau national.
Au recensement de 2012, Istres était la sixième commune des Bouches-du-Rhône par sa population.

## Géographie
Les communes limitrophes sont Fos-sur-Mer, Miramas, Saint-Martin-de-Crau, Saint-Mitre-les-Remparts et Berre-l'Étang.

### Localisation
| Localisation des Bouches-du-Rhône en France |

| Localisation des Bouches-du-Rhône en France |

| Localisation des Bouches-du-Rhône en France |

| Localisation des Bouches-du-Rhône en France |

Istres est située dans le sud de la France, à l'ouest de la Provence au sein du département des Bouches-du-Rhône, dont elle est l'une des sous-préfectures. La commune occupe un territoire à la fois bordé par le rivage nord-ouest de l'étang de Berre, l'une des plus grandes étendues d'eau d'Europe et la plaine de la Crau, unique steppe d'Europe occidentale.
Sa localisation est à environ 45 km à l'ouest de Marseille, 60 km au sud-est d'Avignon, 20 km au sud-ouest de Salon-de-Provence, 10 km au nord de Martigues et 45 km à l'est d'Arles. Elle se trouve également à proximité du parc naturel régional des Alpilles et du parc naturel régional de Camargue.

### Communes limitrophes
| Saint-Martin-de-Crau | Saint-Martin-de-Crau     | Miramas        |
| Saint-Martin-de-Crau | Istres                   | Étang de Berre |
| Saint-Martin-de-Crau | Saint Mitre les Remparts | Étang de Berre |

### Géologie et relief
La superficie de la commune est de 11 373 hectares ; son altitude varie entre 0 et 120 mètres.
Du fait qu'une importante partie du territoire communal se situe sur la plaine de la Crau, celui-ci est majoritairement plat. Des reliefs relevés et accidentés se trouvent néanmoins à l'est de la ville, vers l'étang de Berre et l'étang de l'Olivier. Ce dernier est par ailleurs surplombé par l'oppidum du Castellan dont le promontoire rocheux s'élève à une hauteur de 40,7 mètres.

### Hydrographie
Une branche du canal de Craponne et de nombreux autres canaux d'irrigation sont présents dans la commune.
Le territoire communal comporte plusieurs étangs : l'étang de l'Olivier, l'étang de Rassuen et l'étang d'Entressen. Il est également en bordure de l'étang de Berre, second plus grand étang salé d'Europe dont les abords sont protégés par la loi littoral et l'étang de Lavalduc, utilisé comme bassin de stockage de saumure pour l'industrie.
L'étang de l'Olivier est situé à proximité immédiate du centre historique de la ville. C'est un étang d'eau oligohaline qui est relié à l'étang de Berre par un canal souterrain. L'étang de Rassuen et ses salines a été exploité jusqu'en 1988 pour la fabrique de produits chimiques, il est aujourd'hui protégé comme site Natura 2000. L'étang d'Entressen, situé à l'extrémité nord-ouest de la commune est utilisé pour des activités de nautisme et de pêche, c'est un étang d'eau douce.

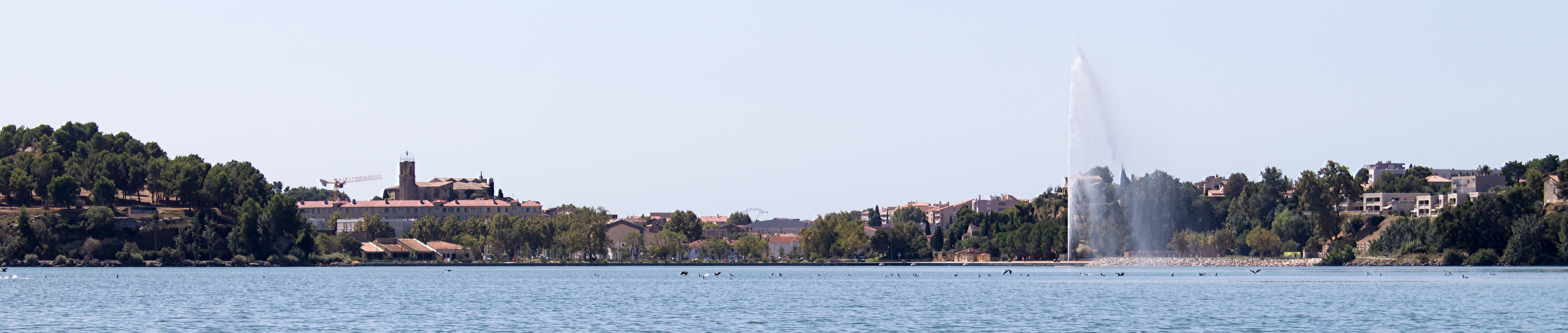
Panorama des berges de l'étang de l'Olivier. De gauche à droite, l'oppidum du Castellan, le centre historique en arrière-plan et le jet d'eau installé sur l'étang.
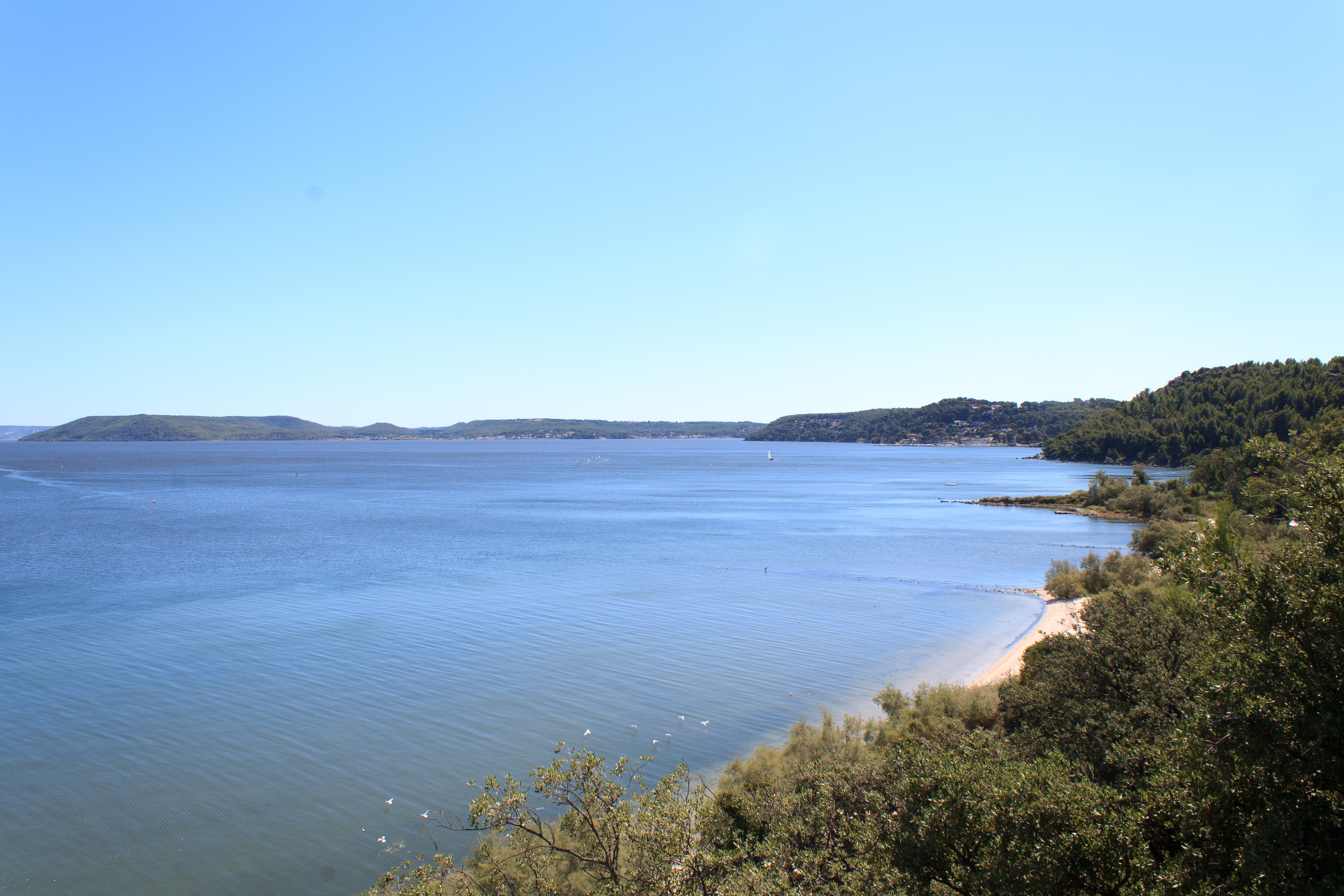
Vue de l'étang de Berre depuis la Corniche de Suffren.
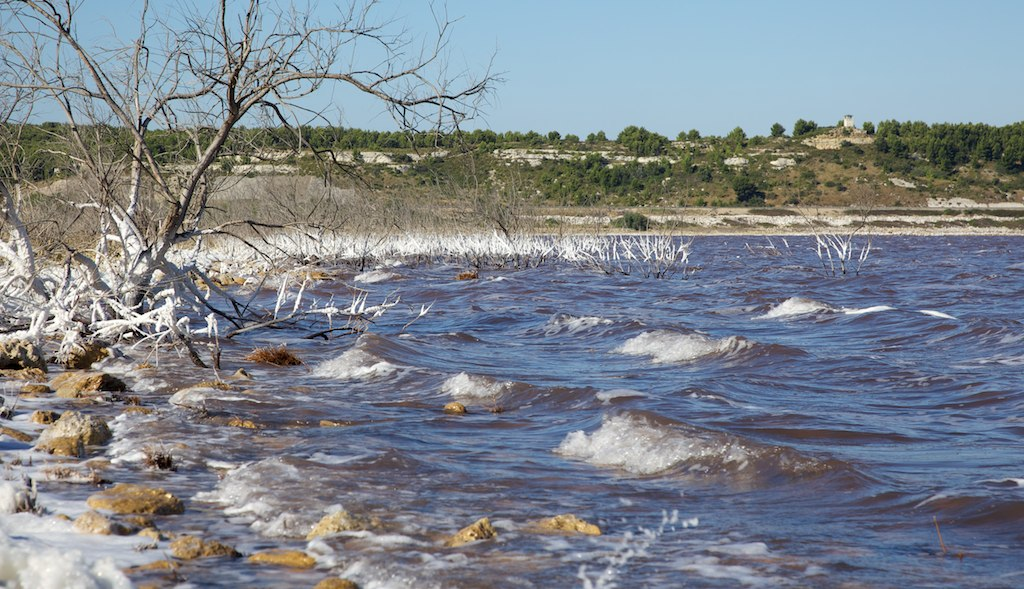
L'étang de Lavalduc, étendue d'eau très chargée en sel.

### Climat
Pour des articles plus généraux, voir Climat de Provence-Alpes-Côte d'Azur et Climat des Bouches-du-Rhône.
En 2010, le climat de la commune est de type climat méditerranéen franc, selon une étude du Centre national de la recherche scientifique s'appuyant sur une série de données couvrant la période 1971-2000. En 2020, Météo-France publie une typologie des climats de la France métropolitaine dans laquelle la commune est exposée à un climat méditerranéen et est dans la région climatique  Provence, Languedoc-Roussillon, caractérisée par une pluviométrie faible en été, un très bon ensoleillement (2 600 h/an), un été chaud (21,5 °C), un air très sec en été, sec en toutes saisons, des vents forts (fréquence de 40 à 50 % de vents > 5 m/s) et peu de brouillards. 
Pour la période 1971-2000, la température annuelle moyenne est de 14,7 °C, avec une amplitude thermique annuelle de 16,6 °C. Le cumul annuel moyen de précipitations est de 579 mm, avec 5,8 jours de précipitations en janvier et 1,6 jours en juillet. Pour la période 1991-2020, la température moyenne annuelle observée sur la station météorologique installée dans la commune est de 15,6 °C et le cumul annuel moyen de précipitations est de 572,9 mm. 
La température maximale relevée sur cette station est de 44,3 °C, atteinte le 28 juin 2019 ; la température minimale est de −13,6 °C, atteinte le 10 février 1956,,. 
| Mois                                  | jan.             | fév.             | mars            | avril           | mai            | juin           | jui.            | août           | sep.           | oct.            | nov.            | déc.             | année      |
| ------------------------------------- | ---------------- | ---------------- | --------------- | --------------- | -------------- | -------------- | --------------- | -------------- | -------------- | --------------- | --------------- | ---------------- | ---------- |
| Température minimale moyenne (°C)     | 3,4              | 3,5              | 6,2             | 8,8             | 12,6           | 16,6           | 19,2            | 19             | 15,4           | 12,2            | 7,4             | 4,2              | 10,7       |
| Température moyenne (°C)              | 7,5              | 8,1              | 11,3            | 14              | 17,9           | 22,2           | 24,9            | 24,7           | 20,6           | 16,6            | 11,4            | 8,2              | 15,6       |
| Température maximale moyenne (°C)     | 11,6             | 12,7             | 16,4            | 19,1            | 23,2           | 27,8           | 30,7            | 30,4           | 25,8           | 21              | 15,4            | 12,1             | 20,5       |
| Record de froid (°C) date du record   | −11,1 07.01.1985 | −13,6 10.02.1956 | −7,2 07.03.1971 | −1,4 01.04.1977 | 3,1 04.05.1967 | 6,7 04.06.1984 | 9 12.07.1936    | 9,6 30.08.1986 | 5,1 29.09.1974 | −2 31.10.1941   | −4,9 23.11.1998 | −12,6 27.12.1962 | −13,6 1956 |
| Record de chaleur (°C) date du record | 21 19.01.07      | 23,4 24.02.20    | 26 23.03.19     | 29,8 20.04.1949 | 34,5 24.05.11  | 44,3 28.06.19  | 39,5 26.07.1983 | 40,3 01.08.20  | 34,9 03.09.16  | 30,9 02.10.1997 | 25,2 03.11.1970 | 20,5 05.12.18    | 44,3 2019  |
| Précipitations (mm)                   | 55,6             | 33,6             | 31,5            | 59              | 42,5           | 28,2           | 12,5            | 23,4           | 80             | 86,7            | 76,2            | 43,7             | 572,9      |

| Diagramme climatique                                  |             |             |           |              |              |              |            |            |            |             |             |
| J                                                     | F           | M           | A         | M            | J            | J            | A          | S          | O          | N           | D           |
| 11,63,455,6                                           | 12,73,533,6 | 16,46,231,5 | 19,18,859 | 23,212,642,5 | 27,816,628,2 | 30,719,212,5 | 30,41923,4 | 25,815,480 | 2112,286,7 | 15,47,476,2 | 12,14,243,7 |
| Moyennes : • Temp. maxi et mini °C • Précipitation mm |             |             |           |              |              |              |            |            |            |             |             |

Les paramètres climatiques de la commune ont été estimés pour le milieu du siècle (2041-2070) selon différents scénarios d'émission de gaz à effet de serre à partir des nouvelles projections climatiques de référence DRIAS-2020. Ils sont consultables sur un site dédié publié par Météo-France en novembre 2022.

### Voies de communication et transports

#### Réseau routier
Le principal axe de communication traversant la commune est la route nationale N 569 reliant Miramas à Fos-sur-Mer. Cette route, surnommée la transhumance, fait l'objet depuis de nombreuses années d'un futur projet de mise au norme autoroutière dans le but de fluidifier le trafic soutenu qui la fréquente et connecter directement l'autoroute A54 à celle-ci.
Istres est également traversée par la route départementale D 5, qui permet de rejoindre au nord, le quartier d'Entressen, et les communes de Saint-Martin-de-Crau et Mouriès. Au sud, la D 5 relie la commune de Martigues en passant par Saint-Mitre-les-Remparts sous la forme d'une voie rapide.
Trois routes départementales permettent de se rendre à Miramas, il s'agit de la D569N, de la D 10 (depuis Entressen) et de la D 16. Cette dernière relie la commune de Salon-de-Provence et passe à proximité de Saint-Chamas.
D'autres routes départementales sont présentes dans la commune comme axes secondaires, il s'agit de la D 53 (et D 53A) qui relie la D 569N et la D 16 via le pourtour de l'étang de l'Olivier, la D 52 (et D 52A) qui relie les quartiers de Rassuen et le Ranquet ainsi que la D 51 (et D 51A) dont le tracé relie l'étang de Lavalduc à la commune de Saint-Mitre-les-Remparts.

#### Réseau cyclable
Istres dispose de quelques aménagements cyclables. Ainsi, des bandes cyclables sont présentes le long de l'avenue Radolfzell et sur une partie de l'avenue Félix-Gouin, deux axes de circulations importants de la ville. Une piste cyclable existe le long du chemin de Capeau à proximité du quartier de Trigance. Une piste est également aménagée sur une très courte portion à proximité de l'entrée du 25e régiment du génie de l'air. Enfin la route départementale D 5 dispose aussi de bandes cyclables sur la majeure partie de son parcours à l’exception de la partie reliant la route nationale N 1569 et la route départementale D 569N.

#### Réseau de transport urbain
Le transport urbain est assuré par le réseau de bus Ulysse. Sur la ville d'Istres, le réseau est composé de sept lignes dont quatre interurbaines, ainsi qu'un service de transport à la demande.
Lignes urbaines :
- Ligne 6 : Charles Monnier ↔ Rassuen
- Ligne 7 : Z.I. Retoritier ↔ Coutarel
- Ligne 8 : Maison de Retraite ↔ Clinique
- Ligne 9 : Entressen (Château d'eau) ↔ Gare Routière

Lignes interurbaines :
- Ligne 1 : Miramas ↔ Istres ↔ Fos-sur-Mer ↔ Port-Saint-Louis-du-Rhône
- Ligne 13 : Istres ↔ Miramas
- Ligne 25 : Miramas ↔ Istres ↔ Martigues
- Ligne 29 : Istres ↔ Saint-Mitre-les-Remparts ↔ Martigues

Une navette gratuite dénommée Circé est également présente pour améliorer la déserte du centre-ville via les parkings situés en périphérie de celui-ci.

#### Réseau ferroviaire

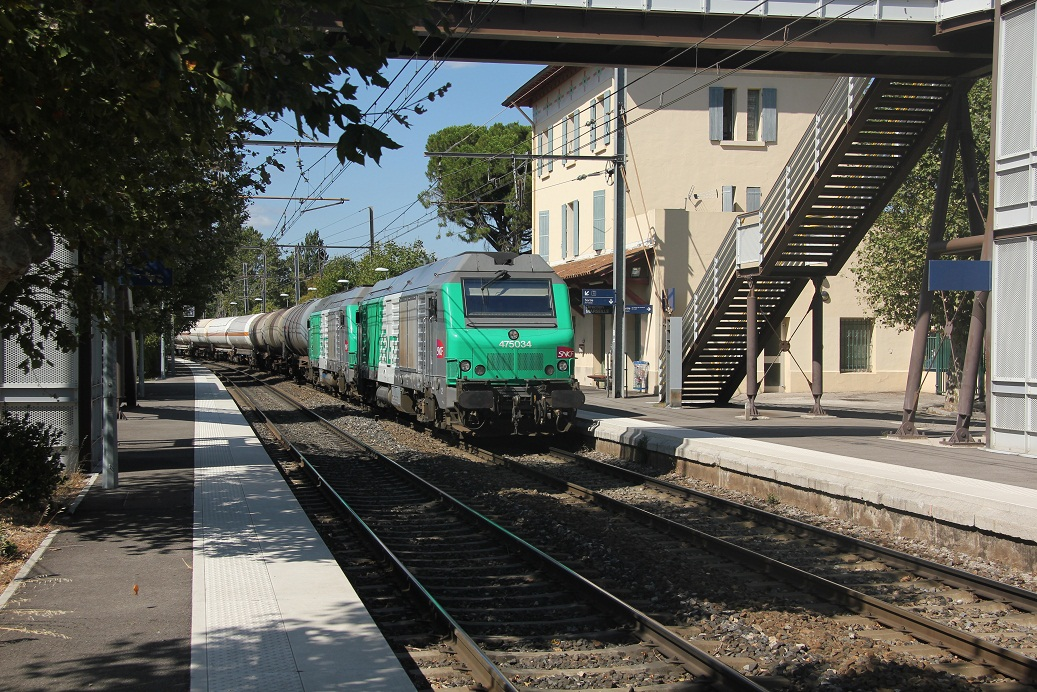
Les quais de la gare d'Istres.

Istres dispose d'une gare ferroviaire, située en marge du centre-ville. Une halte ferroviaire est également présente dans le quartier de Rassuen.
Ces deux points d'arrêts appartiennent à la première portion de la ligne de Miramas à l'Estaque et ont été inaugurés en 1882. Aujourd'hui, ils sont desservis par le TER Provence-Alpes-Côte d'Azur no 07 Marseille - Miramas via Port-de-Bouc.

## Urbanisme

### Typologie
Au 1er janvier 2024, Istres est catégorisée centre urbain intermédiaire, selon la nouvelle grille communale de densité à 7 niveaux définie par l'Insee en 2022.
Elle appartient à l'unité urbaine de Marseille-Aix-en-Provence, une agglomération inter-départementale dont elle est une commune de la banlieue,. Par ailleurs la commune fait partie de l'aire d'attraction de Marseille - Aix-en-Provence, dont elle est une commune de la couronne,. Cette aire, qui regroupe 115 communes, est catégorisée dans les aires de 700 000 habitants ou plus (hors Paris),.
La commune, bordée par la mer Méditerranée, est également une commune littorale au sens de la loi du 3 janvier 1986, dite loi littoral. Des dispositions spécifiques d’urbanisme s’y appliquent dès lors afin de préserver les espaces naturels, les sites, les paysages et l’équilibre écologique du littoral, tel le principe d'inconstructibilité, en dehors des espaces urbanisés, sur la bande littorale des 100 mètres, ou plus si le plan local d’urbanisme le prévoit.

### Occupation des sols
L'occupation des sols de la commune, telle qu'elle ressort de la base de données européenne d’occupation biophysique des sols Corine Land Cover (CLC), est marquée par l'importance des territoires agricoles (33,6 % en 2018), en diminution par rapport à 1990 (35,4 %). La répartition détaillée en 2018 est la suivante :
milieux à végétation arbustive et/ou herbacée (31,1 %), prairies (19,4 %), zones industrielles ou commerciales et réseaux de communication (15,5 %), zones urbanisées (10,8 %), zones agricoles hétérogènes (7,5 %), espaces verts artificialisés, non agricoles (3,4 %), terres arables (3,4 %), cultures permanentes (3,2 %), eaux continentales (2,8 %), forêts (1,8 %), mines, décharges et chantiers (0,5 %), zones humides intérieures (0,3 %), eaux maritimes (0,3 %). L'évolution de l’occupation des sols de la commune et de ses infrastructures peut être observée sur les différentes représentations cartographiques du territoire : la carte de Cassini (XVIIIe siècle), la carte d'état-major (1820-1866) et les cartes ou photos aériennes de l'IGN pour la période actuelle (1950 à aujourd'hui).

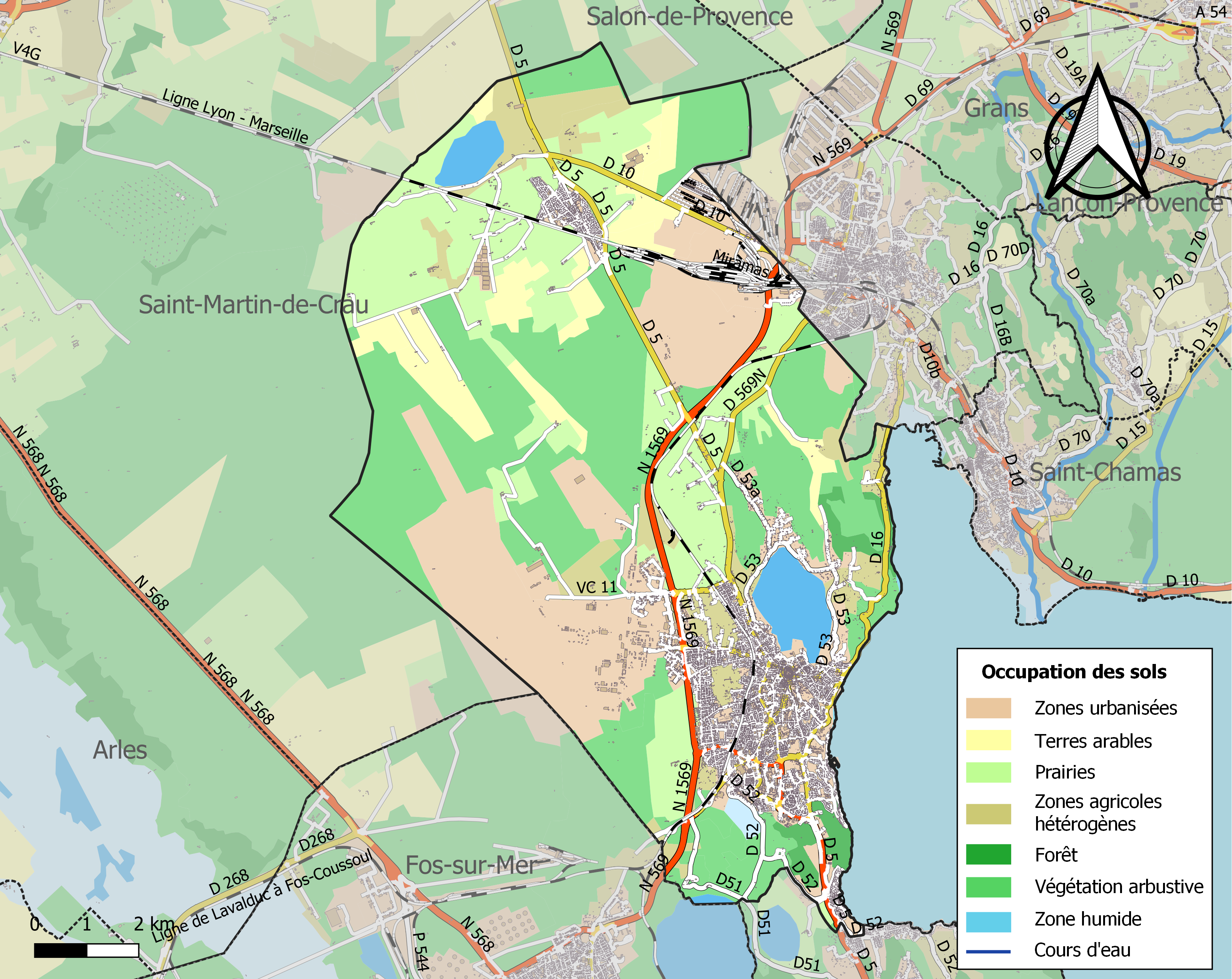
Carte des infrastructures et de l'occupation des sols de la commune en 2018 (CLC).

### Morphologie urbaine
Le développement urbain d'Istres est globalement étendu sur un axe nord-sud entre l'étang de l'Olivier et l'étang de Rassuen. Celui-ci est délimité à l'ouest par la base aérienne.
Par ailleurs, aux environs de l'extrémité nord-ouest du terrain communal, s'étend le hameau d'Entressen, un quartier qui présente la particularité de bénéficier d'une urbanisation séparée du reste de la ville compte tenu de son caractère excentré.

### Quartiers
Istres se décompose en dix-sept IRIS :
- Bardin
- Centre Ancien
- Cros de la Carrière
- Entressen
- Étang de l'Olivier
- Heures Claires
- La Predina
- La Pujade
- La Romaniquette
- Le Prepaou
- Les Baumes
- Peyreguet
- Prepaou 2
- Rassuen
- Tartugues
- Trigance
- Zone d’Activité
- La Bayanne
- Les Bellons

### Logement
En 2015, le nombre total de logements dans la commune était de 17 901, alors qu'il était de 17 271 en 2010. Parmi ces logements, 92,7 % étaient des résidences principales, 1,6  % des résidences secondaires et 5,7 % des logements vacants. La part des ménages propriétaires de leur résidence principale est de 52,2 %, et les HLM représentent 25,2 % des logements dans la commune.

### Projets d'aménagements
Forum des Carmes

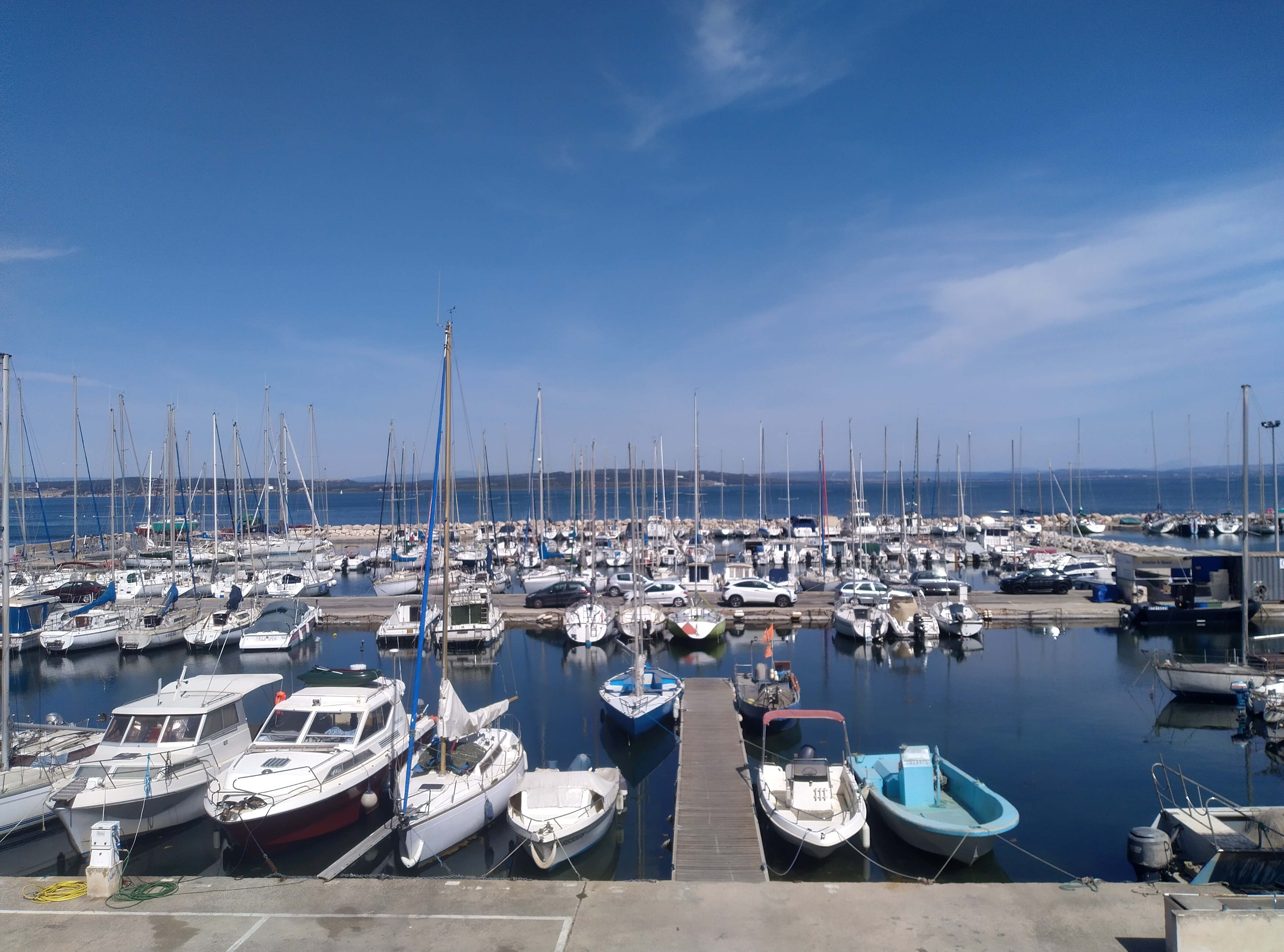
Port d'Istres les Heures Claires

Le projet d'aménagement du Forum des Carmes a débuté en mars 2017 ; ce projet immobilier et commercial est d'une superficie de 12 000 m2.
Près de 6 000 m2 de surface commerciale avec 12 commerces en pied d'immeuble, une surface alimentaire avec l'enseigne Super U et un local tertiaire, immédiatement accessibles depuis le parking souterrain, grâce à des ascenseurs spécialement dédiés. Enfin l'ensemble urbain comprendra un forum des arts, ainsi que le futur centre d'art contemporain de 700 m2.
Port des heures claires 

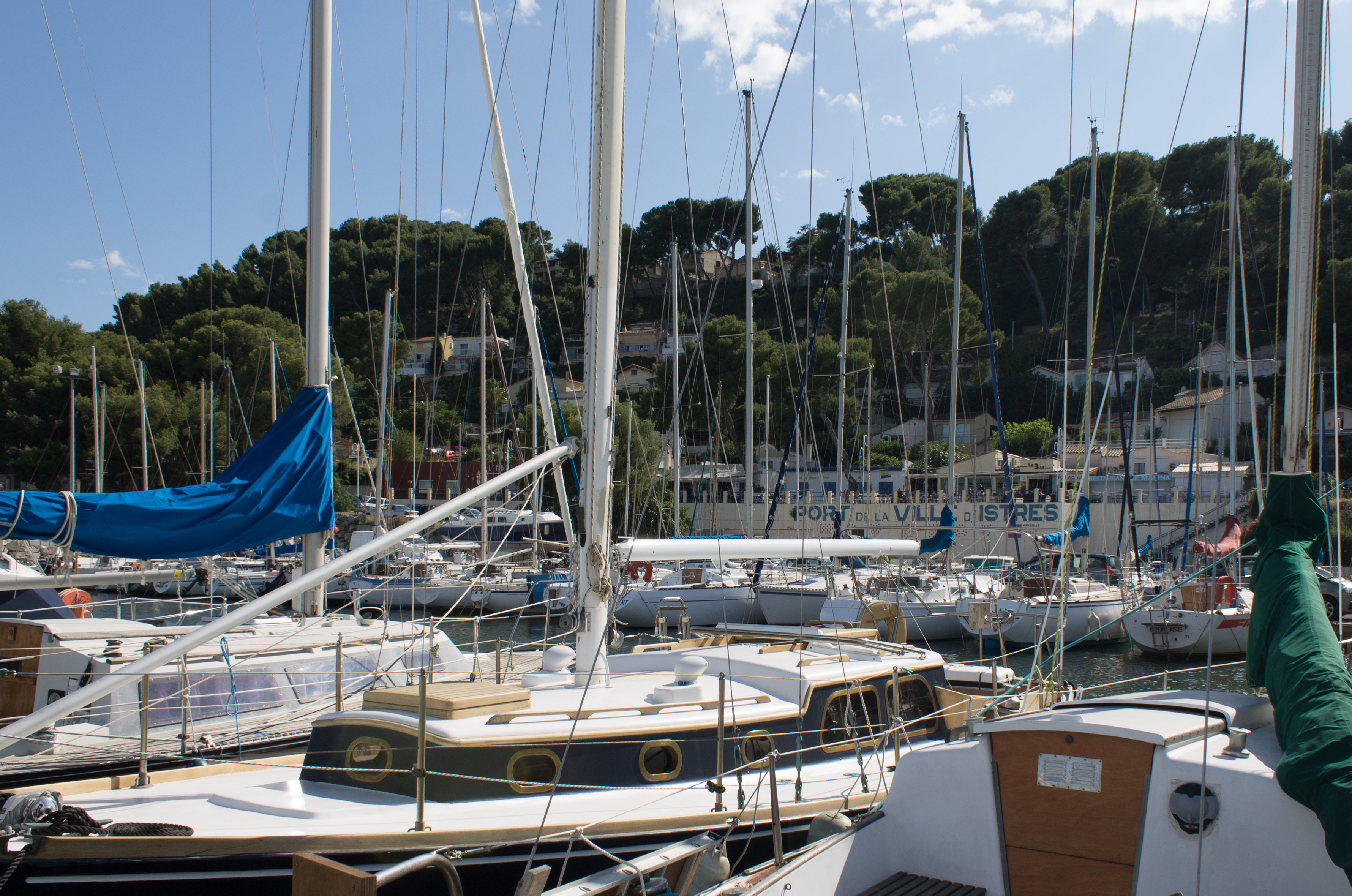
Port des Heures Claires.

D'importants travaux de réaménagement sont prévus. Au-delà de l'extension, avec 160 anneaux supplémentaires. Ainsi, 130 places de stationnement seront créées, portant la capacité totale à 230, une promenade piétonnière sera aménagée ainsi que des commerces liés au nautisme. La future capitainerie, conçue en forme de rocher, permettra de surveiller les trois bassins, la digue du large et la nouvelle aire de carénage. Enfin, un quai est prévu pour la future navette maritime « trans-étang de Berre » qui permettra notamment de relier Istres à Marignane.
Gymnase de Trigance
Un complexe sportif est en cours de construction (2017) dans le quartier de Trigance, comprenant un gymnase polyvalent de 1 000 m2, une salle de boxe de 310 m2, un espace escrime de 412 m2, un espace tennis de table de 640 m2, un espace détente, une buvette, une tribune de 250 places et une salle de conférences de 200 places.
Pôle mère-enfant
Un pôle Femme-Mère-Enfant, accueillera des professionnels de la santé consacrés aux femmes, en particulier à la maternité, et aux enfants (gynécologues obstétriciens, pédiatres) et un cabinet de sages-femmes. Il sera implanté avenue des Anciens Combattants. Le projet prévoit également une nouvelle crèche (multi-accueil-collectif). Le début des travaux est programmé au premier trimestre 2018 pour un achèvement dans l'année.
Golf
Afin de réhabiliter la friche industrielle de Rassuen, la municipalité prévoit la création d'un golf adossé à un quartier écologique. La société Fondée par le champion de golf, l'Américain Jack Nicklaus a dessiné le golf.
Pôle aéronautique
Le Pôle aéronautique Jean-Sarrail, est des locaux/hangars qui abritaient la fabrication des avions Mercure implantés en toute proximité de la Base aérienne 125 qui ont été achetés grâce à des capitaux publics par l'intercommunalité (ex-Ouest Provence).
Il permettront d'accueillir le développement de projets industriels très prometteurs dans le domaine des dirigeables, dont les plus connus sont le Stratobus de la société Thalès Alenia Space qui a déjà officialisé son implantation, ou les « baleines volantes », des dirigeables immenses développés par la société Flying Whales, destinés notamment à l'Office national des forêts.
Le Pôle aéronautique est inscrit par l'État parmi les industries du futur dans le cadre des « transports de demain » pour transporter les personnes et les marchandises de manière plus écologique et plus compétitive. Il fait également partie des axes de développement économique majeurs de la Métropole mais aussi de la région PACA.

## Toponymie
Istres est d'abord connu sous le nom de Ystro, appellation apparue pour la première fois en 964 sur une charte du roi Conrad le Pacifique. Les siècles suivants, le nom évoluera en Castro Istrensi, Istrium, Istrio, Istro, Istre puis Istres.
Dans un premier temps, l'appellation de la commune fut justifiée par une déformation du latin ostrea (huître) ou du celtique Istr-Mel (montagne d’huîtres) en référence aux nombreux fossiles de bancs d’huîtres trouvés sur les collines environnantes.
Au cours du XXe siècle, Charles Rostaing propose une nouvelle explication liée à la racine pré indo-européenne is (hauteur), utilisée pour dénommer la colline où fut bâti le Vieil Istres.
Dans un ouvrage de 2021, le linguiste Jacques Lacroix propose une autre hypothèse : Istres tirerait son nom d'une formation gauloise *Istero, ayant désigné une « Forteresse du Bas [du territoire] ». Contrairement à Charles Rostaing, il rattache la racine is à un thème gaulois, qui signifiait « bas » ou « en bas ». Cette analyse est confortée par la linguistique comparée, avec le vieil irlandais ísel, l'irlandais iseal, le cornique ysel, ainsi que le gallois et le breton isel (« bas »), tous rattachés au groupe des langues dites "celtiques". La localité se situait auparavant au sud du territoire des Avatiques, vers l'extrémité sud-ouest de la confédération des Salyens, ce qui justifierait l'emploi de ce thème *is.

## Histoire

### Préhistoire
Dès le paléolithique, le site d'Istres est occupé par des tribus nomades. Les premières traces d'activités remontent au magdalénien final, vers 10 000 ans av. J.-C. avec l'occupation de l’abri Cornille, un abri sous-roche sur la rive gauche du vallon de Sulauze. Des années après, à la fin du néolithique, vers 4 000 ans av. J.-C., une civilisation de pêcheurs et de chasseurs s’installe sur la colline de Miouvin qui surplombe le nord de l'étang de l’Olivier.

### Antiquité
Au VIe siècle av. J.-C. une petite agglomération est fondée sur l’oppidum du Castellan, au sud de l'étang de l’Olivier et non loin de la ville actuelle. Le lieu restera occupé jusqu’à l’aube du Moyen Âge.

### Moyen Âge et Temps modernes

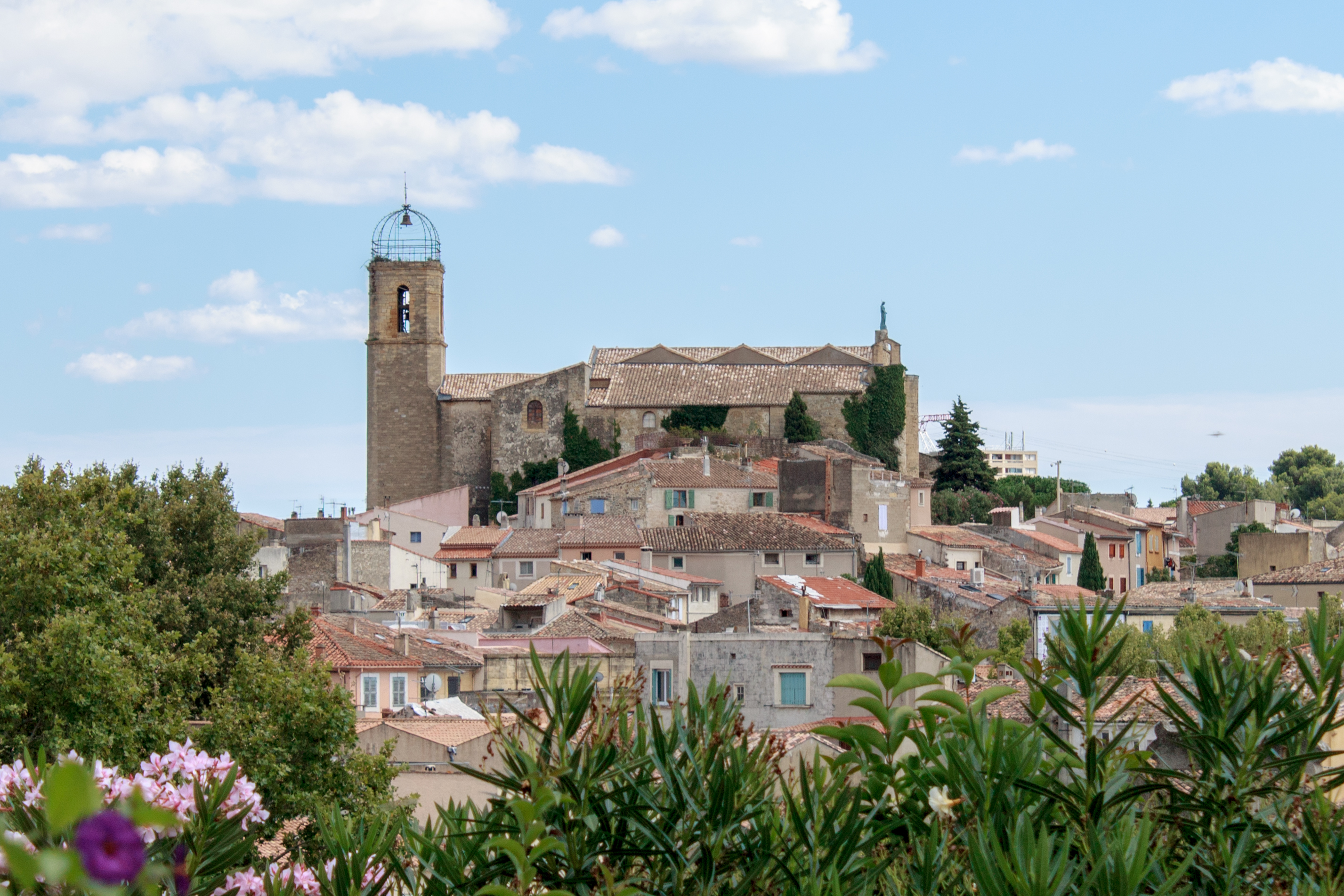
Le centre historique surplombé par Notre-Dame-de-Beauvoir.

Au Xe siècle, l'actuel centre ancien prend forme autour d'une fortification seigneuriale. Ainsi, une ville qui porte alors le nom de Ystro, apparaît pour la première fois dans une charte de Conrad le Pacifique, roi de Bourgogne et de Provence. Le document précise que la ville possède un château (castrum) et qu’elle est redevable de certaines sommes pour des biens possédés par l’abbaye de Montmajour. À partir de cette période, Istres va peu à peu se construire autour de ce noyau féodal encerclé de remparts.

### Révolution française et Empire
En février 1790, les élections désignent Joseph-Laurent Buech comme premier maire de la ville.
Le comité de surveillance est institué en 1793. Il se recrute en partie chez les simples paysans, parfois illettrés, et son institution marque en quelque sorte l’apogée démocratique de la Révolution.

### Époque contemporaine

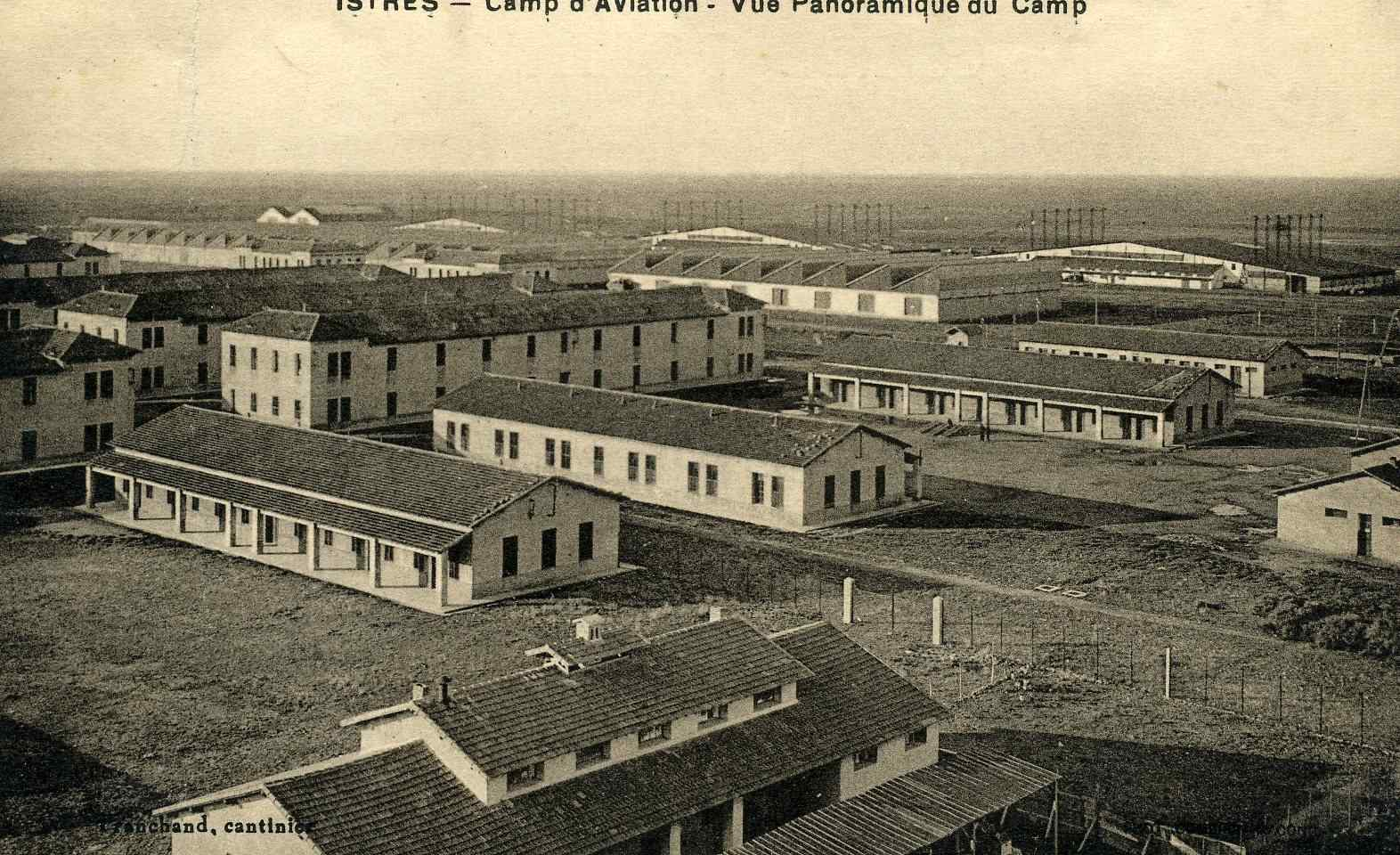
Le camp d'aviation en 1931.

Istres doit son premier essor industriel aux fabriques de soude et engrais à l'étang de Rassuen en 1808, et à l'école d'aviation implantée en 1917 qui est aujourd'hui devenue une des plus grandes bases aériennes de France.
Félix Gouin est élu maire d'Istres en 1923, il conserve ce mandat jusqu'en 1958, exception faite de la période du régime de Vichy au cours de laquelle il refuse d'attribuer les pleins pouvoirs au maréchal Pétain. Homme d'état, il devient en 1946 le premier président du gouvernement provisoire de la République française après le général de Gaulle.
À partir des années 1970, le développement du complexe industriel de Fos-sur-Mer et l'élaboration d'une agglomération nouvelle vont également permettre une augmentation du rythme de croissance de la ville. Cette croissance va se traduire par l'urbanisation rapide de nouveaux quartiers entre le centre historique et le hameau de Rassuen engendrant notamment une importante évolution démographique, le nombre d'habitants triplant en une trentaine d'années. L'arrivée des nouveaux lotissements va aussi engendrer la création de nombreux équipements comme le centre éducatif et culturel (CEC) et une multitude d'installations sportives.
En 1984, Istres est choisie par Gaston Defferre, alors ministre de l'Intérieur, pour devenir une nouvelle sous-préfecture au sein du département des Bouches-du-Rhône. Cette nomination était concurrencée par la commune de Martigues et elle intervenait à la suite de l'évolution industrielle et démographique du territoire laissant apparaître de nouveaux besoins.

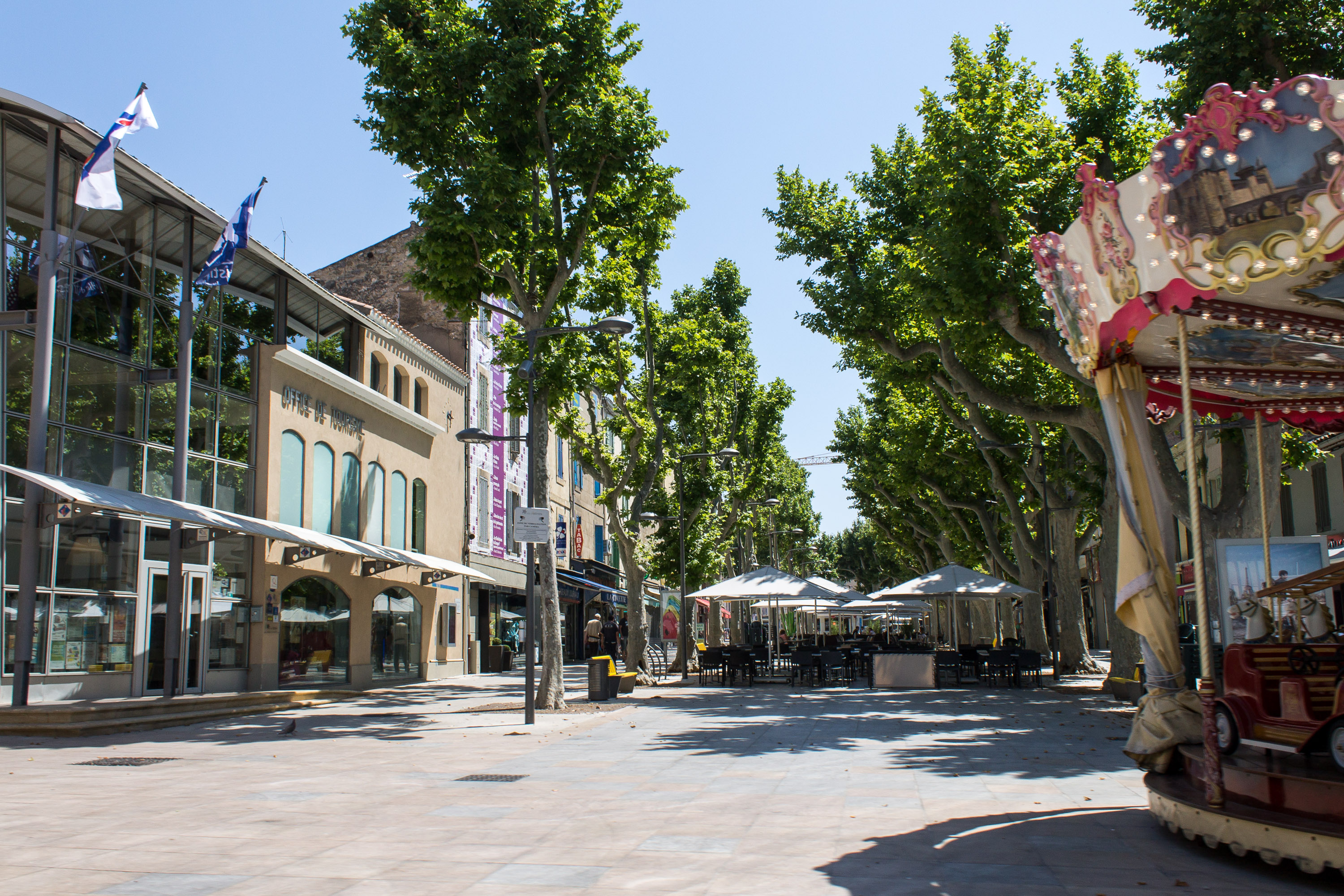
Les allées Jean-Jaurès réaménagées et piétonnisées en 2013.

Depuis les années 2000, des opérations de rénovation à diverses échelles sont réalisées en centre ville afin d'améliorer son attractivité. Ainsi en 2001 sont inaugurés les arènes du Palio sur l'emplacement des anciennes arènes. Cette opération d'aménagement permet également l'ouverture d'une nouvelle gare routière à proximité du collège Louis Pasteur en remplacement de celle située dans le secteur des Carmes. En 2004, l'église Sainte-Famille est inaugurée. La construction du parking souterrain Victor Hugo sera également réalisée sous le parvis de celle-ci. En 2008, un jet d'eau d'une hauteur de 50 mètres est installé sur l'étang de l'Olivier afin d'accroitre l'activité touristique de la ville. En 2013 le cours Jean Jaurès et les abords de la porte d'Arles sont totalement piétonnisés, un carrousel est installé et des terrasses sont aménagées. L'office du tourisme à proximité est lui aussi réhabilité à la même période. Au mois de décembre de la même année est inauguré un nouvel hôtel de ville conformément à la volonté de la municipalité de fusionner en un même lieu les services de l'ancienne maire alors partagés en deux lieux différents. Construit à proximité de l'étang de l'Olivier sur l'emplacement de l'ancien gymnase André-Noël cette opération comprend la réaménagement des berges de l'étang, du parc Sainte-Catherine et la création d'une esplanade.
En 2014, la commune est classée station classée de tourisme.
En juillet 2017, le grand parc Dinosoaur'Istres, un circuit ludique, pédagogique et gratuit dédié à l'univers des dinosaures,  ouvre ses portes aux visiteurs sur l'oppidum de Castellan.

## Politique et administration

### Tendances politiques et résultats

#### Récapitulatif de résultats électoraux récents
| Scrutin             | Scrutin             | 1er tour | 1er tour | 1er tour | 1er tour | 1er tour | 1er tour | 1er tour | 1er tour | 1er tour | 1er tour | 1er tour | 1er tour | 2d tour     | 2d tour     | 2d tour     | 2d tour     | 2d tour     | 2d tour     | 2d tour     | 2d tour     | 2d tour     | 2d tour     | 2d tour     | 2d tour     |
| Scrutin             | Scrutin             | 1er      | 1er      | %        | 2e       | 2e       | %        | 3e       | 3e       | %        | 4e       | 4e       | %        | 1er         | 1er         | %           | 2e          | 2e          | %           | 3e          | 3e          | %           | 4e          | 4e          | %           |
| ------------------- | ------------------- | -------- | -------- | -------- | -------- | -------- | -------- | -------- | -------- | -------- | -------- | -------- | -------- | ----------- | ----------- | ----------- | ----------- | ----------- | ----------- | ----------- | ----------- | ----------- | ----------- | ----------- | ----------- |
| Municipales 2014    | Municipales 2014    |          | DVG      | 40,12    |          | FN       | 29,13    |          | UMP      | 16,62    |          | DVG      | 14,11    |             | DVG         | 44,43       |             | FN          | 33,38       |             | UMP         | 11,42       |             | DVG         | 10,75       |
| Européennes 2014    | Européennes 2014    |          | FN       | 37,26    |          | UMP      | 15,07    |          | PS       | 12,66    |          | FG       | 7,99     | Tour unique | Tour unique | Tour unique | Tour unique | Tour unique | Tour unique | Tour unique | Tour unique | Tour unique | Tour unique | Tour unique | Tour unique |
| Régionales 2015     | Régionales 2015     |          | FN       | 45,72    |          | PS       | 19,69    |          | LR       | 14,09    |          | EELV     | 7,09     |             | FN          | 51,08       |             | LR          | 48,92       | Pas de 3e   | Pas de 3e   | Pas de 3e   |             |             |             |
| Présidentielle 2017 | Présidentielle 2017 |          | FN       | 33,35    |          | LFI      | 23,40    |          | EM       | 17,19    |          | LR       | 12,65    |             | FN          | 50,52       |             | EM          | 49,48       | Pas de 3e   | Pas de 3e   | Pas de 3e   |             |             |             |
| Européennes 2019    | Européennes 2019    |          | RN       | 34,48    |          | LREM     | 15,34    |          | EELV     | 11,24    |          | FI       | 8,73     | Tour unique | Tour unique | Tour unique | Tour unique | Tour unique | Tour unique | Tour unique | Tour unique | Tour unique |             |             |             |
| Présidentielle 2022 | Présidentielle 2022 |          | RN       | 33,51    |          | LFI      | 21,51    |          | LREM     | 18,74    |          | REC      | 8,99     |             | RN          | 58,57       |             | LREM        | 41,43       | Pas de 3e   | Pas de 3e   | Pas de 3e   |             |             |             |

#### Élection présidentielle de 2017
À l'élection présidentielle de 2017, le taux de participation au premier tour est de 81,91 % ; Marine Le Pen obtient 33,35 % des voix, Jean-Luc Mélenchon 23,40 %, Emmanuel Macron 17,19 %, François Fillon 12,65 %, Nicolas Dupont-Aignan 4,69 %, Benoît Hamon 4,33 %, Jean Lassalle 1,18 %, François Asselineau 1,15 %, Philippe Poutou 1,14 %, Nathalie Arthaud 0,72 %, Jacques Cheminade 0,18 %, Au deuxième tour le taux de participation est de 78,33 %, Marine Le Pen obtient 50,52 % des voix et Emmanuel Macron 49,48 %,

#### Élection présidentielle de 2012
À l'élection présidentielle de mai 2012, le taux de participation au premier tour est 81,28 % ; Marine Le Pen (FN) obtient 27,33 % des voix, François Hollande (PS) 25,30 %, Nicolas Sarkozy (UMP) 21,32 % et Jean-Luc Mélenchon (Parti de gauche) 14,18 %. Au second tour de l'élection, le taux de participation est de 81,75 %, François Hollande obtient 50,92 % des suffrages exprimés et Nicolas Sarkozy 49,08 %.

#### Élection présidentielle de 2007
À l'élection présidentielle de mai 2007, le taux de participation au premier tour est 86,28 % ; Nicolas Sarkozy (UMP) obtient 29,70 % des voix, Ségolène Royal (PS) 25,04 %, François Bayrou (UDF) 15,54 % et Jean-Marie Le Pen (FN) 13,92 %. Au second tour de l'élection, le taux de participation est de 87,12 %, Nicolas Sarkozy obtient 54,40 % et Ségolène Royal 45,60 %.

#### Élection cantonale
Les dernières élections cantonales ont eu lieu en 2008. Frédéric Vigouroux (PS) est élu dans la canton d'Istres-Nord et René Raimondi (PS) dans le canton d'Istres-Sud.

#### Élections municipales
En 2008, François Bernardini (Divers gauche) est élu maire d'Istres avec 53,80 % des voix. En 2014, il est réélu avec 44,44 % des voix.

### Intercommunalité
Istres est l'une des trois villes fondatrices du Syndicat d'agglomération nouvelle Ouest Provence en 1972 avec Fos-sur-Mer et Miramas. En 2011, Ouest Provence comptait 97 940 habitants. À compter du 1er janvier 2016, l'intercommunalité fusionne au sein de la Métropole d'Aix-Marseille-Provence pour former l'un de ces territoires sous l’appellation Istres-Ouest-Provence.

### Arrondissement et cantons
Istres, sous-préfecture des Bouches-du-Rhône, est le chef-lieu de l'arrondissement d'Istres.
La commune regroupait 42 544 habitants au 1er janvier 2010 répartis en deux cantons :
| Canton               | Population |
| -------------------- | ---------- |
| Canton d'Istres-Sud  | 31 131     |
| Canton d'Istres-Nord | 11 413     |

### Administration municipale
Le nombre d'habitants au dernier recensement étant compris entre 40 000 et 49 999, le nombre de membres du conseil municipal est de 43.

### Liste des maires
Depuis l'après-guerre, dix maires se sont succédé à la tête de la commune.
| Période       | Période       | Identité                     | Étiquette    | Qualité |
| ------------- | ------------- | ---------------------------- | ------------ | --- |
| mai 1945      | mars 1959     | Félix Gouin[réf. nécessaire] | SFIO         | Avocat, maire honoraire Ministre d'État (1946 → 1947) - Président du Gouvernement provisoire de la République française (1946) Député des Bouches-du-Rhône (1945 → 1958)           |
| mars 1959     | mars 1965     | Raymond Filippi              | SFIO         | Avocat Conseiller général d'Istres (1958 → 1964) |
| mars 1965     | novembre 1968 | Marcel Cornille              | SFIO         | Pharmacien Démissionnaire |
| novembre 1968 | mars 1971     | Guy Romelli                  | SFIO         | Industriel, ancien 1er adjoint |
| mars 1971     | mars 1977     | Maurice Gouin                | Centre droit | Pharmacien |
| mars 1977     | juin 1998     | Jacques Siffre               | PS           | Chirurgien-ophtalmologue Député des Bouches-du-Rhône (1986 → 1988) Conseiller général d'Istres (1982 → 1988) Démis de ses fonctions                                                |
| juillet 1998  | mars 2001     | Bernardin Laugier            | PS           | Ingénieur retraité, ancien 1er adjoint Conseiller général d'Istres (1988 → 1991) Conseiller général d'Istres-Sud (1998 → 2008)                                                     |
| mars 2001     | novembre 2002 | François Bernardini          | PS puis DVG  | Administrateur de sociétés Ancien conseiller général d'Istres-Sud (1991 → 1998) Ancien président du conseil général (1998) Démissionnaire à la suite d'une condamnation judiciaire |
| novembre 2002 | novembre 2006 | Michel Caillat               | PS           | Agent de collectivité territoriale Conseiller régional de Provence-Alpes-Côte-d'Azur (2003 → 2010) Vice-président d'Ouest Provence Démissionnaire                                  |
| décembre 2006 | mars 2008     | Nicole Joulia                | DVG (ex-PS)  | Professeure d'éducation physique et sportive |
| mars 2008     | En cours      | François Bernardini          | DVG          | Président du territoire Istres-Ouest-Provence (2016 → ) Vice-président de la Métropole d'Aix-Marseille-Provence                                                                    |

### Instances judiciaires et administratives
Istres relève du tribunal d'instance de Martigues, du tribunal de grande instance d'Aix-en-Provence, de la cour d'appel d'Aix-en-Provence, du tribunal pour enfants d'Aix-en -, du conseil de prud'hommes de Martigues, du tribunal de commerce de Salon-de-Provence, du tribunal administratif de Marseille et de la cour administrative d'appel de Marseille.

### Politique environnementale
La ville d'Istres met à disposition des habitants de nombreux points d’apport volontaire ainsi que deux déchetteries.
L’éclairage des voies publiques et des bâtiments publics a été remplacé par des lampes LED en 2015. Un réseau de dix-huit bornes de recharge pour véhicule électrique est installé sur différents sites de la commune en 2017.
Installation d'infrastructure de recharge pour véhicule électrique (IRVE) : emouv’. 28 doubles bornes pour recharger les véhicules électriques dans les différents quartiers et parkings de la ville.
Location de bateaux solaires électriques sur l’étang de l’Olivier.
Installation de panneaux photovoltaïques sur certains bâtiments publics. Le projet photovoltaïque comprend également l’implantation d’ombrières sur certains parkings publics.
Contrôle permanent de la qualité de l’air et la température dans les crèches et les écoles grâce à des capteurs connectés.

### Jumelages
Au 1er juin 2014, Istres est jumelée avec :
- Radolfzell (Allemagne) depuis 1973.

## Population et société

### Démographie
L'évolution du nombre d'habitants est connue à travers les recensements de la population effectués dans la commune depuis 1793. Pour les communes de plus de 10 000 habitants les recensements ont lieu chaque année à la suite d'une enquête par sondage auprès d'un échantillon d'adresses représentant 8 % de leurs logements, contrairement aux autres communes qui ont un recensement réel tous les cinq ans,.

En 2022, la commune comptait 44 044 habitants, en évolution de +2,61 % par rapport à 2016 (Bouches-du-Rhône : +2,48 %, France hors Mayotte : +2,11 %).
| 1793  | 1800  | 1806  | 1821  | 1831  | 1836  | 1841  | 1846  | 1851  |
| ----- | ----- | ----- | ----- | ----- | ----- | ----- | ----- | ----- |
| 2 081 | 2 081 | 1 991 | 2 785 | 3 023 | 3 036 | 3 122 | 3 268 | 3 389 |

| 1856  | 1861  | 1866  | 1872  | 1876  | 1881  | 1886  | 1891  | 1896  |
| ----- | ----- | ----- | ----- | ----- | ----- | ----- | ----- | ----- |
| 3 614 | 3 776 | 3 905 | 3 937 | 3 849 | 3 701 | 3 750 | 3 405 | 3 495 |

| 1901  | 1906  | 1911  | 1921  | 1926  | 1931  | 1936  | 1946  | 1954  |
| ----- | ----- | ----- | ----- | ----- | ----- | ----- | ----- | ----- |
| 3 517 | 3 681 | 3 810 | 5 462 | 5 547 | 7 034 | 7 286 | 5 749 | 8 009 |

| 1962  | 1968   | 1975   | 1982   | 1990   | 1999   | 2006   | 2011   | 2016   |
| ----- | ------ | ------ | ------ | ------ | ------ | ------ | ------ | ------ |
| 9 478 | 13 404 | 18 129 | 28 561 | 35 163 | 38 855 | 42 090 | 42 943 | 42 925 |

| 2021   | 2022   | - | - | - | - | - | - | - |
| ------ | ------ | - | - | - | - | - | - | - |
| 44 577 | 44 044 | - | - | - | - | - | - | - |

### Enseignement
La commune est située dans l'académie d'Aix-Marseille. Les 14 écoles maternelles et les 13 écoles élémentaire de la commune dépendent de l'Inspection académique des Bouches-du-Rhône. La région gère un lycée général et technologique, un lycée professionnel et le département gère quatre collèges dans la commune :
Un centre de formation d'apprentis (CFA) de l'industrie ainsi qu'un centre de l'AFPA sont également présents dans la commune.

### Manifestations culturelles et festivités

#### La feria d'Istres
Istres est membre de l'Union des villes taurines françaises, elle organise chaque année au cours du mois de juin une féria dans les arènes du Palio.

#### La fête des bergers
Une tradition du pays de la Crau qui se déroule à partir de fin novembre jusqu'à début décembre. Avec une transhumance avec les moutons et les Rove (race caprine) de la famille Trouillard, élevage basé à la Massuguiere à Istres.

#### Les Nuits d'Istres
Les Nuits d'Istres est un festival de musique vivante qui a lieu chaque année au début du mois de juillet. Il se déroule dans l'enceinte du pavillon de Grignan.

#### Les Élancées
Un festival des arts du geste organisé en février. En 2015 se sera la dix-huitième édition.

#### Les jeudis étoilés
Depuis l'été 2015, chaque jeudi du mois de juillet et d'août, la ville propose aux istréens et aux estivants un marché nocturne de créateurs ainsi qu'un feu d'artifice à thème.

### Santé
Une clinique privée pluridisciplinaire est présente dans la commune. Gérée par la Générale de Santé, elle comprend 150 lits, un bloc opératoire, un laboratoire d’analyses médicales, une prise en charge des urgences assurée 24h/24 et 7j/7, un service d’imagerie médicale comprenant une IRM. Un pôle SOS mains est également présent, il est chargé des urgences spécifiques aux mains et poignets.

### Sports
La ville compte de très nombreuses installations sportives et exactement 102 clubs. Par ailleurs, près de 17 000 licenciés (soit 40 % de la population) pratiquent une activité sportive à Istres, des faits qui ont permis à la ville d'être élue « Ville la plus sportive de France », en 1988 et 2000.

#### Clubs principaux
Istres sports est le nom du club omnisports de la ville et comprend plus d'une vingtaine de disciplines. Parmi les clubs présents, certains se sont illustrés dans des championnats professionnels au niveau national.
| Équipe                                | Sport           | Championnat                             | Stade/Lieu             |
| ------------------------------------- | --------------- | --------------------------------------- | ---------------------- |
| Istres Football Club                  | Football        | National 2                              | Stade Parsemain        |
| Istres Provence Handball              | Handball        | Lidl Starligue (1re division masculine) | Halle polyvalente      |
| Istres Ouest Provence Volley-Ball     | Volley-Ball     | Ligue A féminine                        | Gymnase Paul-Cavalloni |
| Istres Sports Basket Club             | Basket-ball     | Nationale Féminine 1                    | Gymnase du CEC         |
| Istres Ouest Provence Tennis de Table | Tennis de Table | Pro A                                   | Halle polyvalente      |

Ainsi le Football Club Istres Ouest Provence a été en ligue 1 de football lors de la saison 2004-2005 et fut vainqueur du championnat de national en 2008-2009. Le Istres Ouest Provence Handball évolue en D1 depuis plus de 10 ans et fut vainqueur de la coupe de la ligue en 2009. Le Istres Sports Volley-Ball (volley-ball féminin), évolue en Pro A et le Istres Sports BC (basket-ball féminin) évolue en Nationale Féminine 1. Enfin, le Istres Ouest Provence Tennis de Table évolue en Pro A, il fut l'élite du tennis de table français pour les saisons 2006-2007 et 2007-2008.
D'autres disciplines sont également pratiquées dans la commune comme la joute nautique (méthode provençale), la fondation du club de la Société des Jouteurs Istréens en 1927 en fait une véritable tradition locale. Les joutes se déroulent sur les bords de l'étang de l'Olivier du mois de mai au mois de septembre.

#### Équipements sportifs
De nombreuses infrastructures consacrées à la pratique du sport sont réparties sur les différents quartiers d'Istres.
Les principaux équipements sportifs sont les stades Roland-Cauche, André-Fuster, André-Delerue et Auguste-Audibert pour la pratique du football, le stade du CEC pour la pratique de l'athlétisme et du rugby, la plaine des sports René-Davini pour la pratique du tennis et du squash, le stade nautique pour la pratique de la natation et du water-polo et le centre équestre Le Deven pour la pratique de l'équitation.
La halle polyvalente est quant à elle utilisée par les équipes professionnelles de handball, volley-ball et futsal pour leurs matchs.
Le stade Bernard-Bardin, qui était situé dans le quartier éponyme a accueilli les matchs du FC Istres jusqu'en 2004 avant d'être remplacé par le stade Parsemain, situé dans la commune voisine de Fos-sur-Mer. En 2012 l'emplacement du stade est utilisé pour la construction d'un ensemble de logements, le gymnase jouxtant l'ancien terrain est néanmoins conservé.
La ville est également équipée de trois bases nautiques respectivement implantées sur l'étang de Berre, l'étang de l'olivier et l'étang d'Entressen. On dénombre aussi vingt plateaux sportifs extérieurs, dix plateaux sportifs de proximité, quarante-sept courts de tennis, neuf gymnases, quatre boulodromes, un pas de tir à l'arc, un skate park et un bowling.

### Médias
La presse locale est représentée par le journal La Provence qui possède une antenne à Istres et qui publie quotidiennement une édition Martigues - Istres.
Les services de la ville éditent un magazine municipal bimensuel intitulé Istres Magazine.

### Cultes

#### Lieux de culte
- Église de la Sainte-Famille
- Église Notre-Dame-de-Beauvoir
- Église Saint-Paul (Entressen)

L'église de la Sainte-Famille.

- Chapelle Notre-Dame-de-la-Crau (Bayanne)
- Église Protestante Évangélique, place du Souvenir Français.
- Église Assemblée de Dieu d'Istres, Impasse du Rouquier[52].
- Protestant Evangelical Church, impasse des cultes, (avenue Ange Bertolloti)[53].
- Église Évangélique Protestante de Istres, Centre Commercial Le Prépaou, allée des Piboules[54].
- Église La Porte de la Réconciliation, chemin de Capeau.
- Église apostolique
- Mosquée Arrahma

#### Cimetières
La ville compte quatre cimetières et trois columbariums : le cimetière de Saint-Sulpice, les cimetière et columbarium du Rouquier, les cimetière et columbarium des Maurettes, les cimetière et columbarium d’Entressen.

## Économie

### Revenus de la population et fiscalité
En 2011, le revenu fiscal médian par ménage était de 30 102 €, ce qui plaçait Istres au 15 649e rang parmi les 31 886 communes de plus de 49 ménages en métropole.
En 2009, 43,6 % des foyers fiscaux n'étaient pas imposables.

### Emploi
En 2014 le taux d'activité des 15 à 64 est de 73,6 %, contre un taux de chômage de 13,50 %.
En 2009, la population âgée de 15 à 64 ans s'élevait à 28 998 personnes, parmi lesquelles on comptait 72,2 % d'actifs dont 63,5 % ayant un emploi et 8,7 % de chômeurs.
On comptait 16 260 emplois dans la zone d'emploi, contre 13 164 en 1999. Le nombre d'actifs ayant un emploi résidant dans la zone d'emploi étant de 18 515, l'indicateur de concentration d'emploi est de 87,8 %.

### Entreprises et commerces

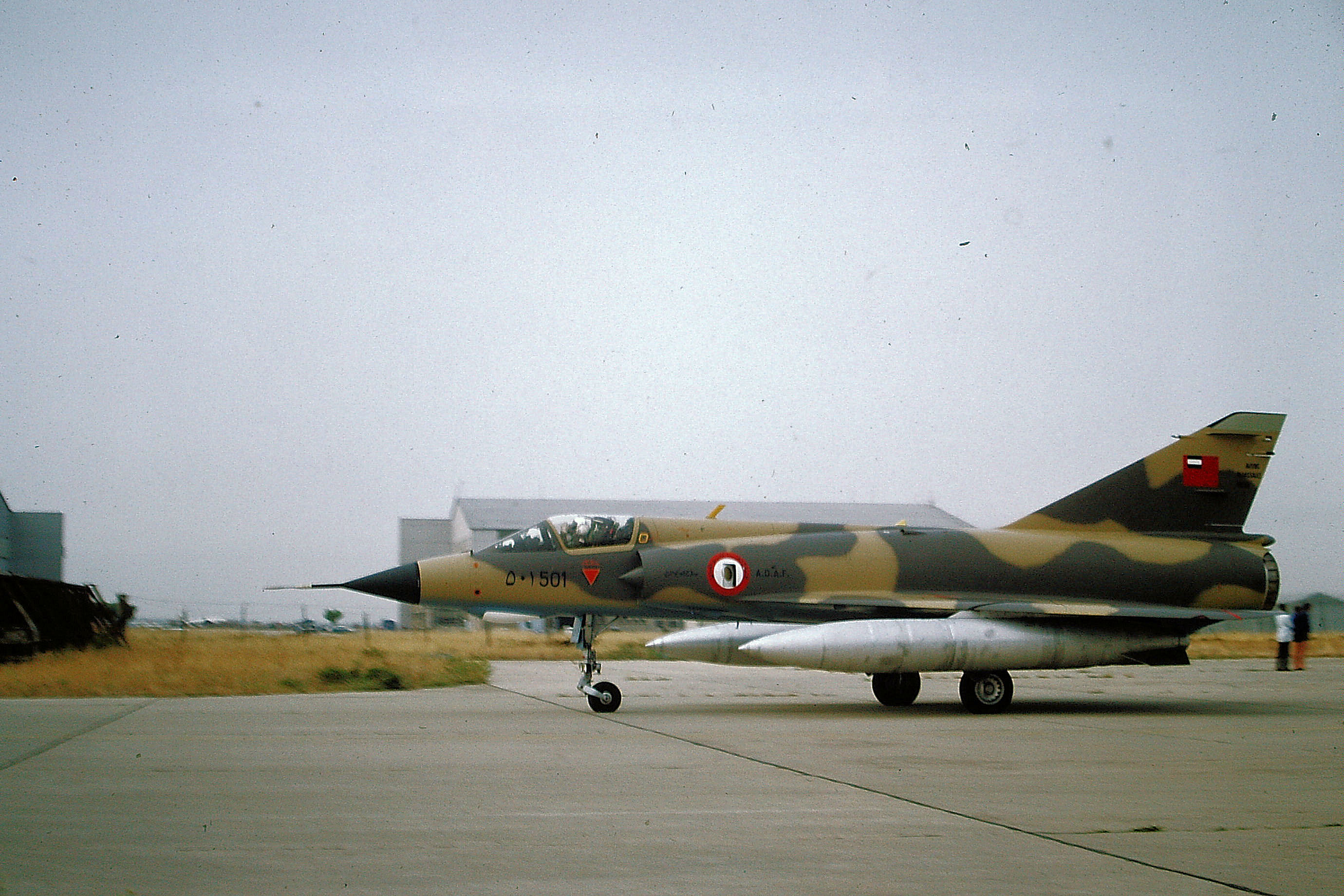
Un Mirage IIIE destiné à la force aérienne d'Abu Dhabi sur la base aérienne 125 Istres-Le Tubé le 3 juillet 1976.

Au 31 décembre 2010, Istres comptait 2 760 établissements : 112 dans l’agriculture-sylviculture-pêche, 159 dans l'industrie, 203 dans la construction, 1 767 dans le commerce-transports-services divers et 519 étaient relatifs au secteur administratif.
En 2011, 341 entreprises ont été créées à Istres, dont 208 par des autoentrepreneurs. La commune possède une antenne de la Chambre de commerce et d'industrie Marseille-Provence.
Par la présence de la base aérienne 125 Istres-Le Tubé qui regroupe au total près de 5 000 personnes (dont 4 000 pour le ministère de la Défense), les principales entreprises de la commune sont liées au domaine de l'aéronautique : Snecma et Dassault Aviation, implantées sur la base aérienne. Cette dernière y effectue les essais en vol de ses avions et emploie près de 650 salariés sur le site d'Istres. L’emploi lié au secteur aéronautique devrait augmenter à l'avenir grâce au projet d'implantation d'un nouveau pôle aéronautique.
De manière plus générale, au début des années 2000 une étude estime que la base aérienne 125 et ses 5 000 emplois permettent d'obtenir plus de 150 000 euros par jour de retombées sur le territoire de la ville d'Istres et ses alentours. Les familles liées aux nombreux corps de métier représentés sur la base (serveur, cuisinier, plombier, frigoriste, informaticien, météorologistes, aumôniers de toutes confessions, fauconniers, mécaniciens, pilotes, navigateurs, ingénieurs, contrôleurs aériens et militaires du Génie de l’Air) représentant 60 à 70 millions d’euros de masse salariale.
Par ailleurs, en dehors des activités militaires, deux principaux pôles d'activités sont implantés sur le territoire communal. Le premier est le parc d'activités de Trigance, consacré aux activités tertiaires et de services. Et le second est un ensemble de trois zones d'activités successives dénommées Tubé Nord, Tubé Centre et Tubé Sud, longeant la route nationale N1569 et les terrains de la base aérienne. Ces zones d'activités sont consacrées aux implantations de type artisanat, production, services, bureaux, PME et PMI. On y retrouve notamment une pépinière d'entreprises. À noter également la présence du circuit de Miramas au nord de la commune, qui héberge depuis 1986 le centre d'essais du constructeur automobile allemand BMW.

## Culture locale et patrimoine

### Lieux et monuments
- Église de la Sainte-Famille d'Istres ;
- Église Saint-Paul d'Entressen ;

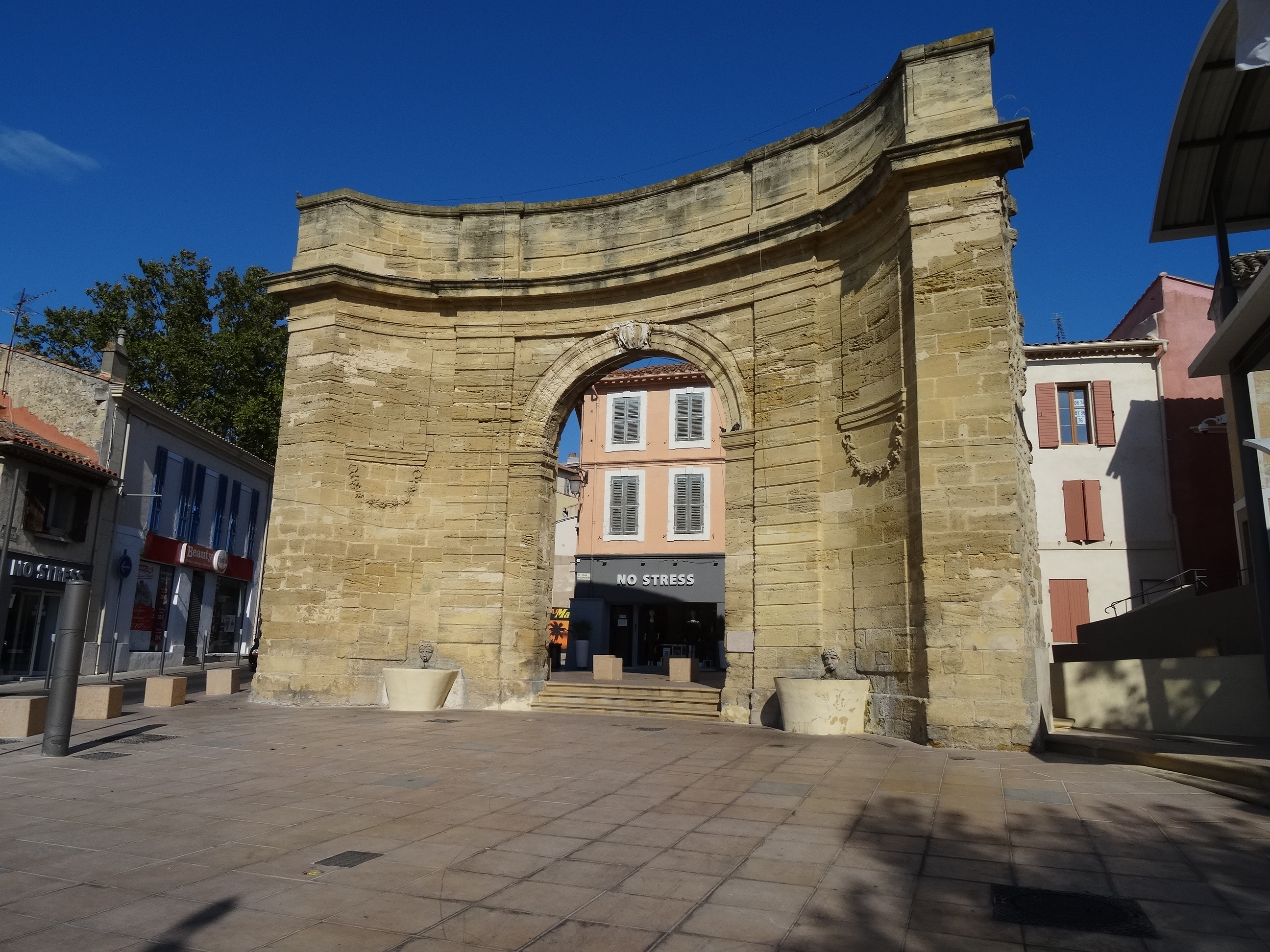
La Porte d'Arles.

La commune compte six monuments répertoriés à l'inventaire des monuments historiques et 5 lieux et monuments répertoriés à l'inventaire général du patrimoine culturel. Par ailleurs, elle compte 10 objets répertoriés à l'inventaire des monuments historiques et aucun objet répertorié à l'inventaire général du patrimoine culturel.
Parmi les six monuments répertoriés à l'inventaire des monuments historiques, quatre sont « inscrits » et deux sont « classés » :
- l'église Notre-Dame-de-Beauvoir (XIIIe siècle) est inscrite depuis le 14 octobre 1997[64] ;
- la tour de la Reine Jeanne et la chapelle à Entressen (XIVe siècle) sont inscrites depuis le 4 mars 1998[65] ;
- le monument au bailli de Suffren est inscrit depuis le 23 juillet 2009[66] ;
- la porte d'Arles (XVIIIe siècle) est classée depuis le 5 mai 1930[67] ;
- la chapelle Saint-Sulpice (IXe siècle) est inscrite depuis le 6 juillet 1942[68] ;
- l'abri préhistorique Cornille est classé depuis le 11 juin 1949[69].

#### Le centre ancien

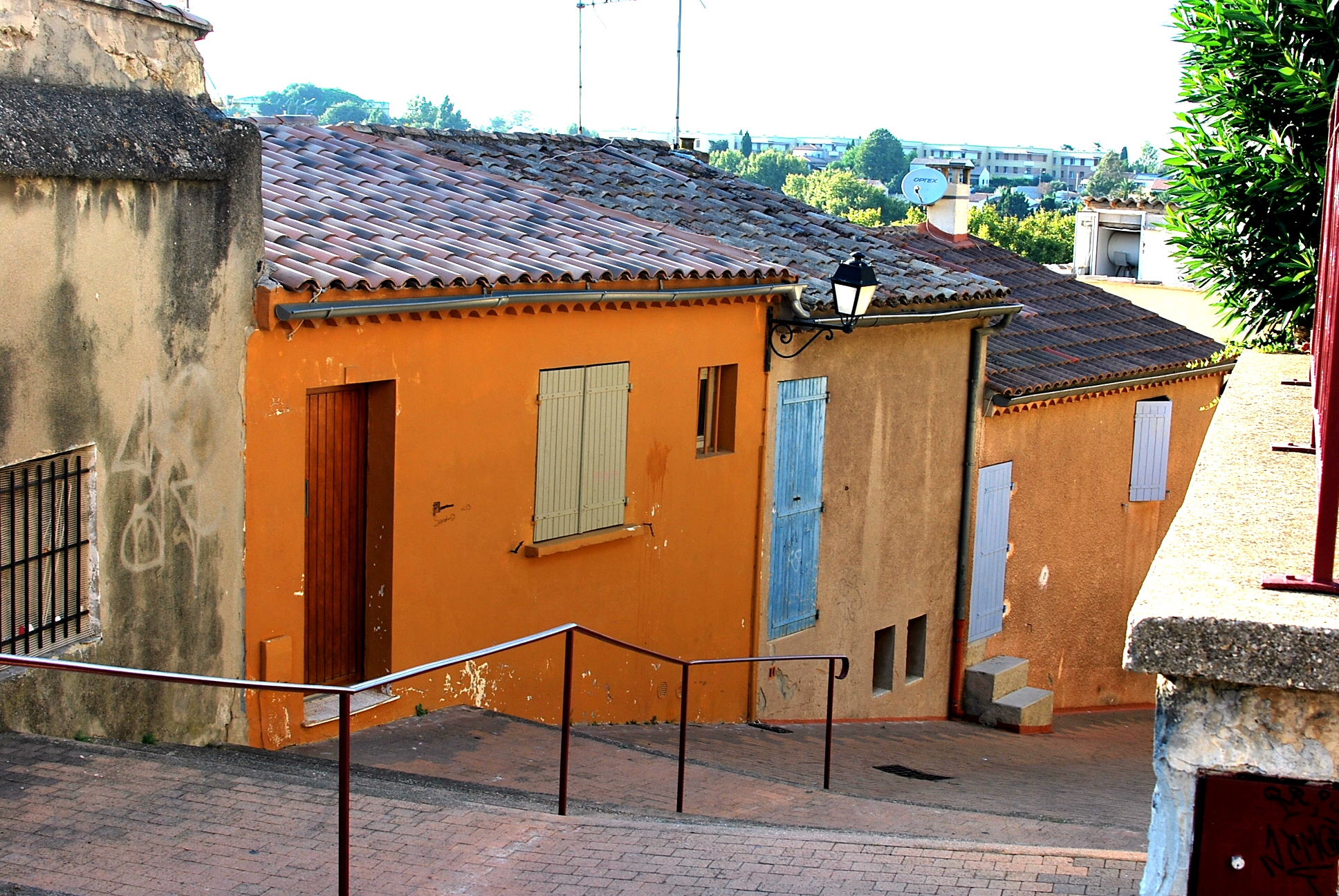
Une rue piétonne du centre ancien.

Le centre historique d'Istres présente les caractéristiques d'une vieille ville méditerranéenne. De forme ovale en raison de la colline sur laquelle il s'est développé, il est aujourd'hui culminé par l'église Notre-Dame de Beauvoir, de style roman provençal. L'entrée de l'enceinte est délimitée par la Porte d'Arles édifiée au XVIIIe siècle.
Autre édifice remarquable à proximité du centre, les HBM Frédéric Mistral, construites en arc de cercle autour de la vieille ville. Elles font l'objet d'un label « Patrimoine du XXe siècle ».

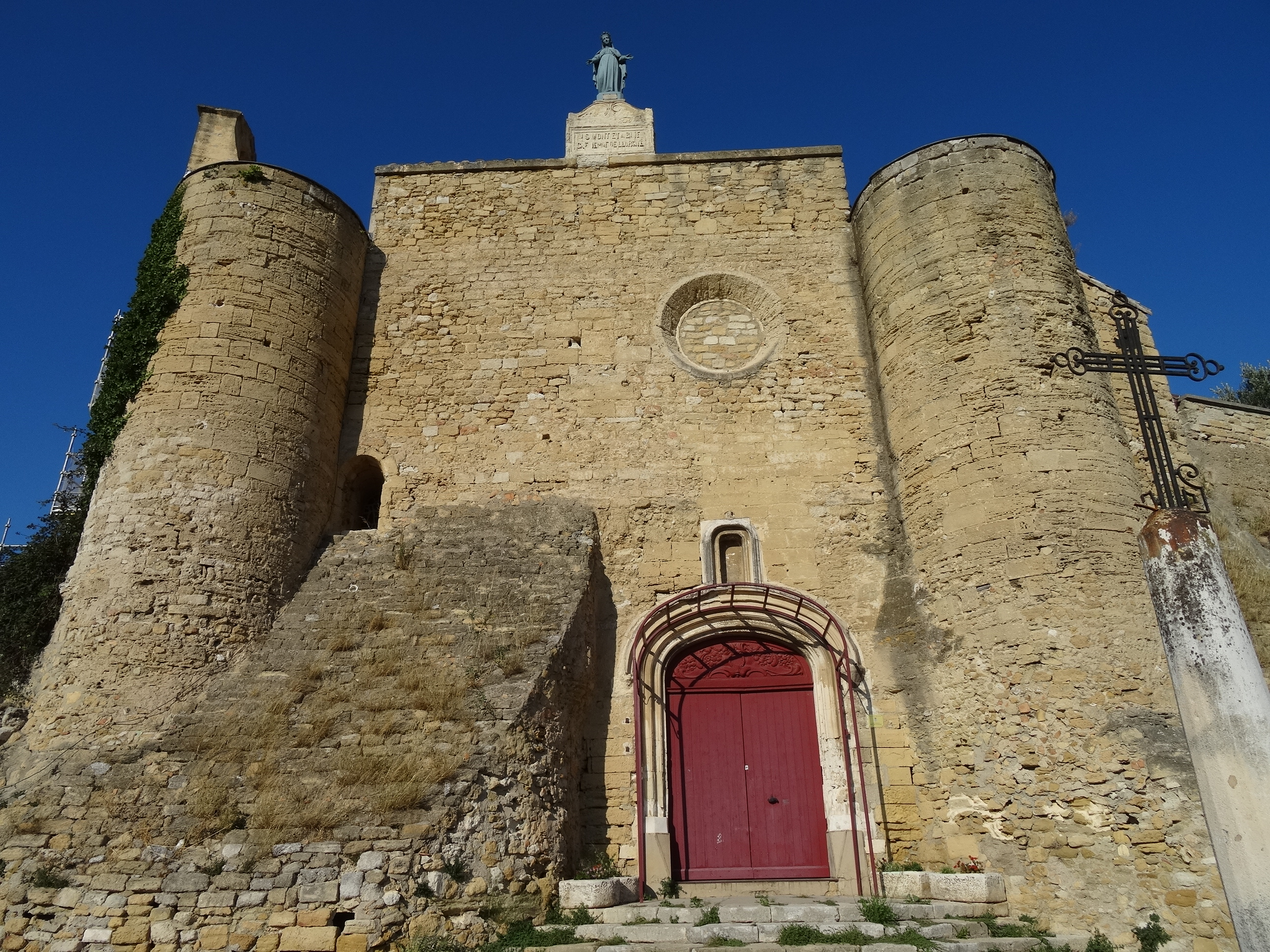
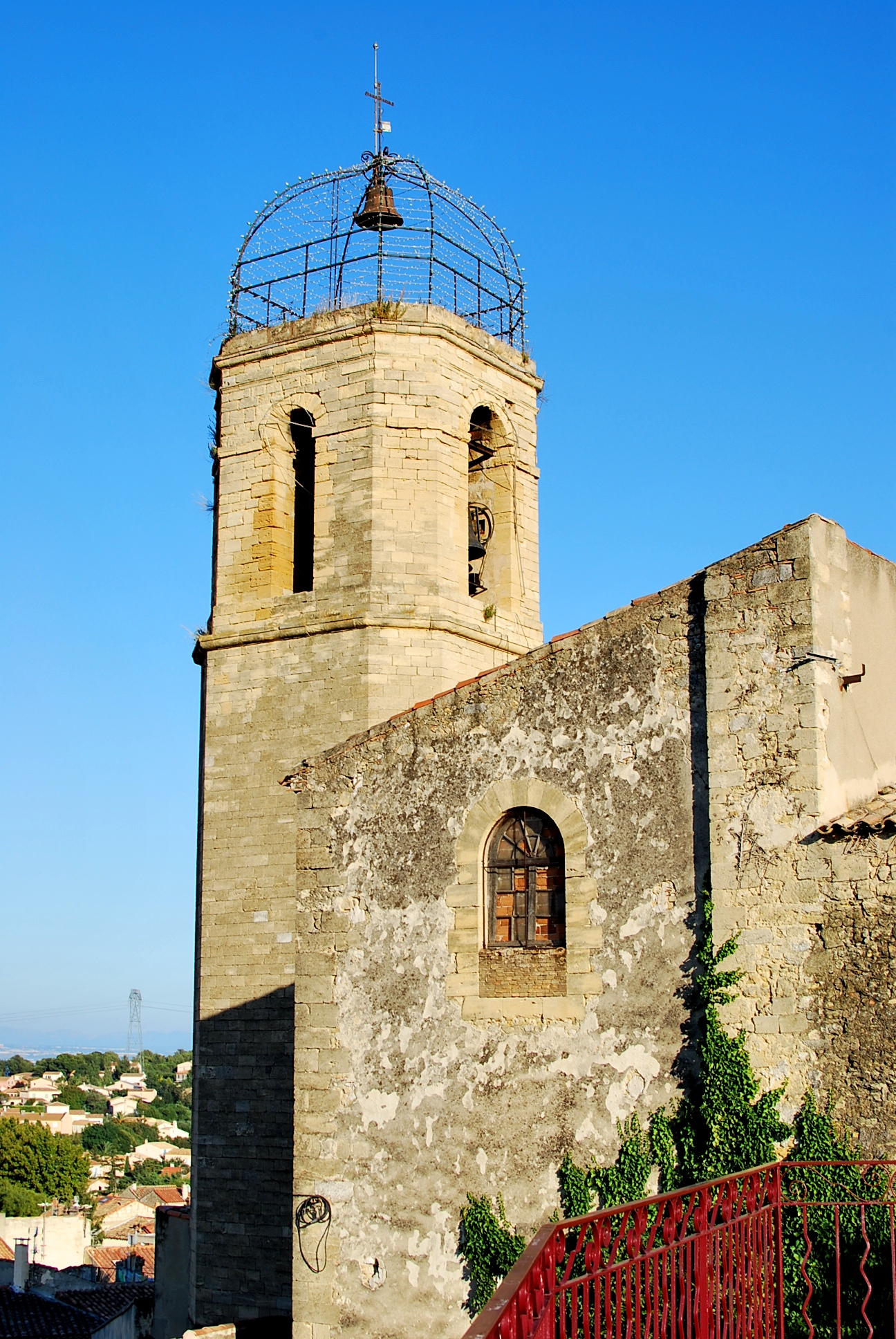
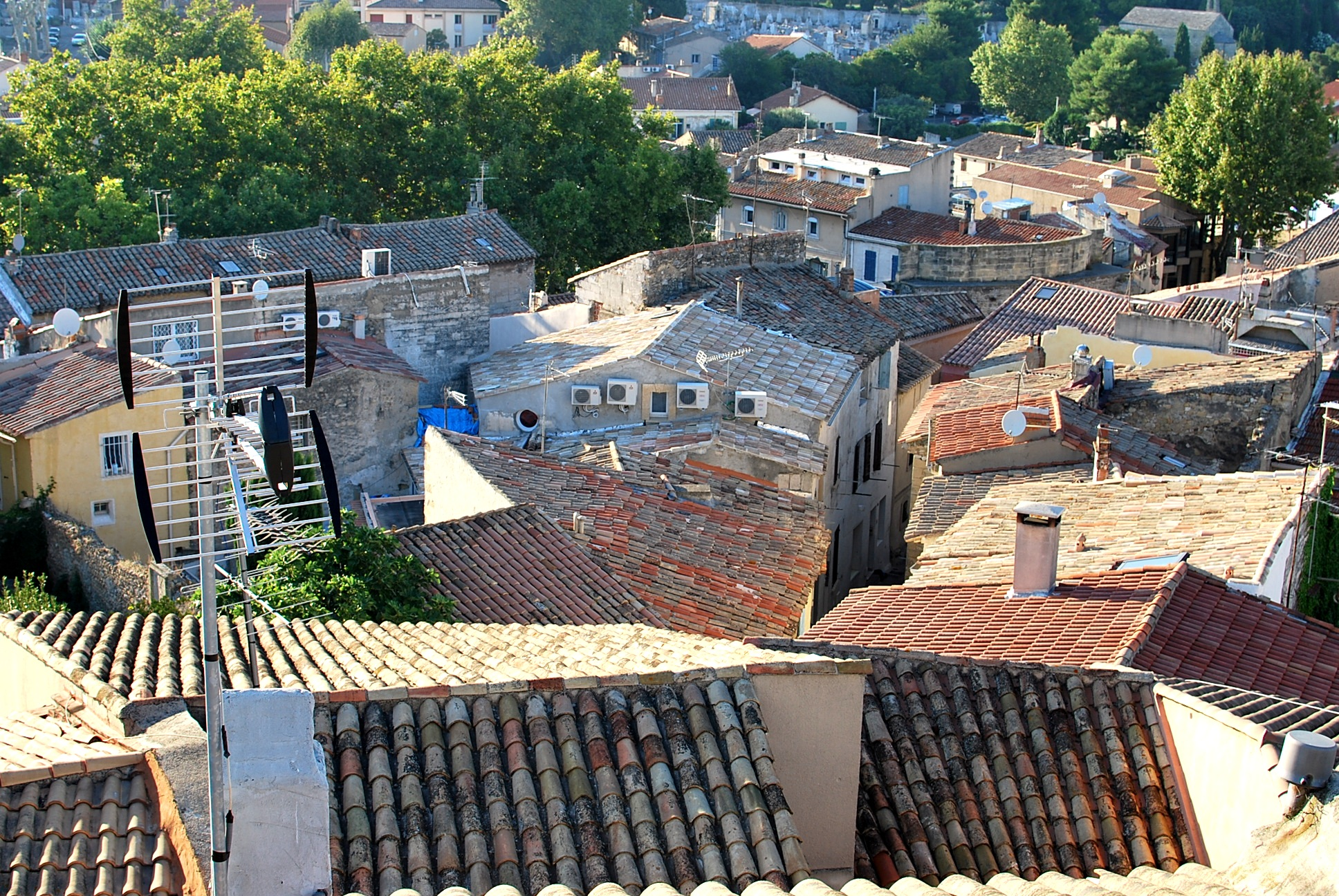

#### L'étang de l'Olivier

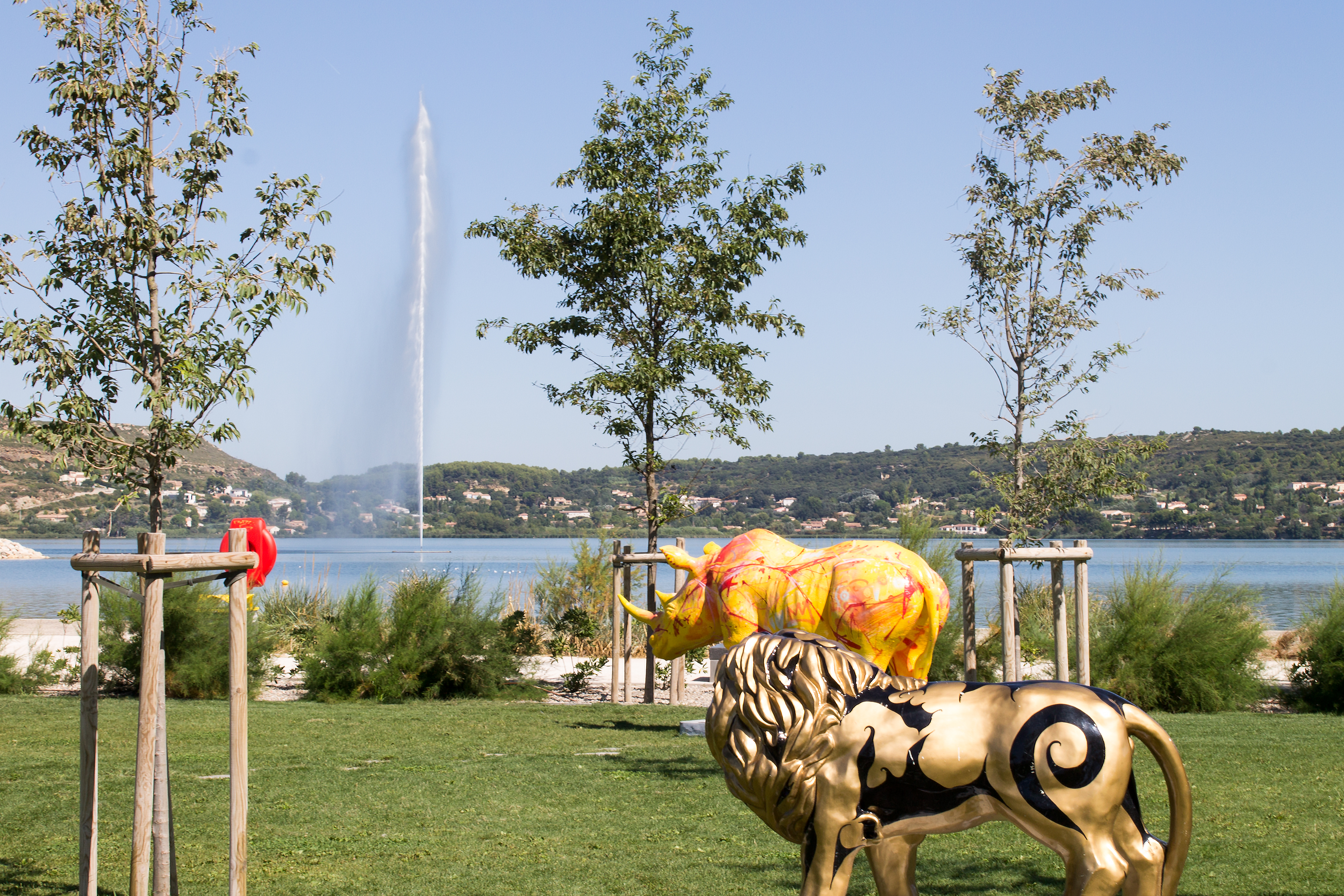
Le jet d'eau sur l'étang de l'Olivier.

Le site de l'étang de l'Olivier, situé à proximité immédiate du centre-ville, est dominé par l'oppidum du Castellan, un promontoire rocheux occupé du VIe siècle av. J.-C. au Ier siècle. Une promenade est aménagée autour du lieu, prolongée par un jardin méditerranéen et des activités nautiques peuvent y être pratiquées.
En 2009, dans une démarche touristique et environnementale, la municipalité a fait installer un jet d'eau sur l'étang. Capable de culminer à la hauteur moyenne de 50 mètres, il est le plus haut jet d'eau de France.

#### L'étang de Berre

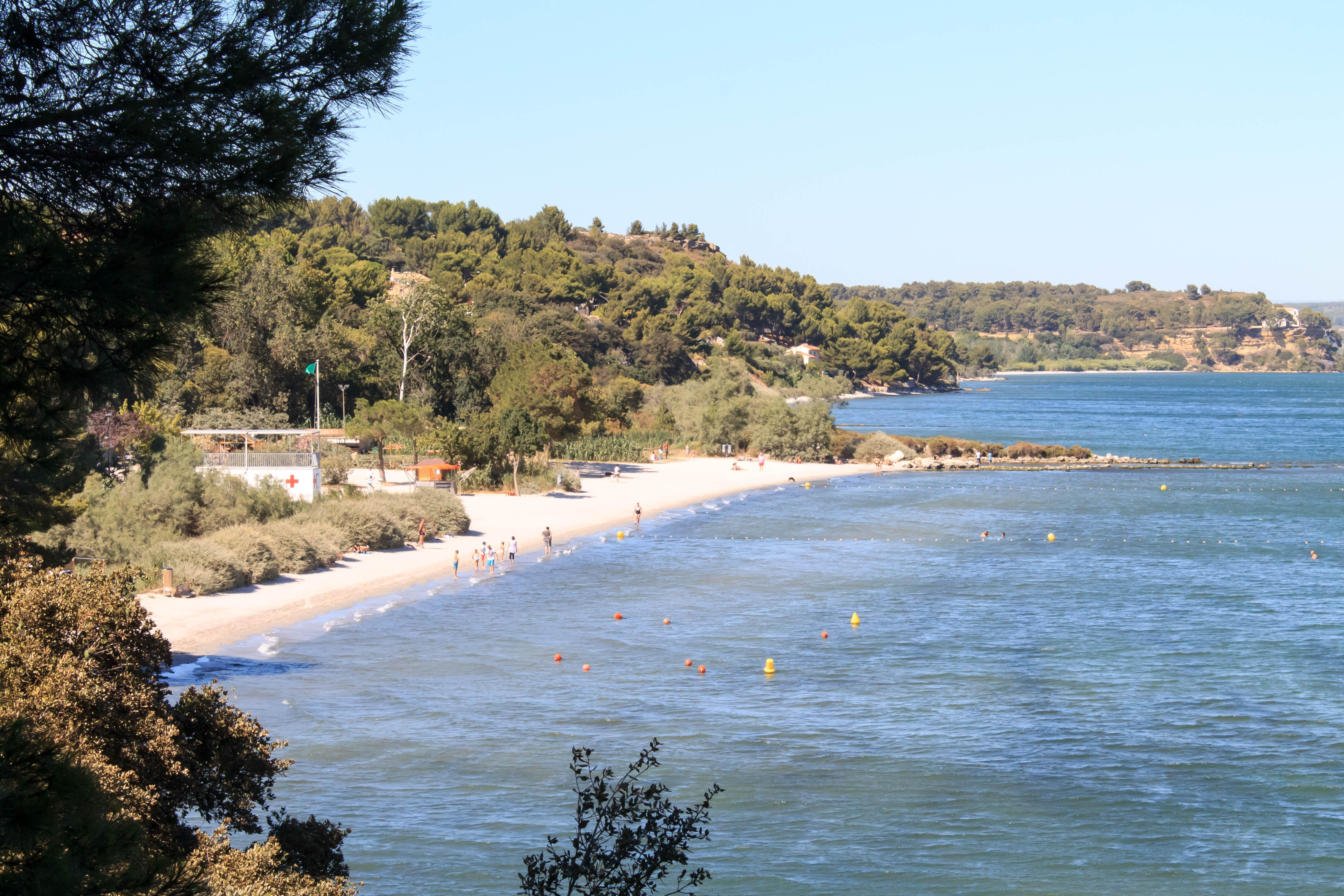
La plage de la Romaniquette sur l'étang de Berre.

Une partie de la ville est bordée par l'étang de Berre. Aussi, la côte istréenne de l'étang possède deux plages aménagées et surveillées, ouvertes aux baigneurs l'été. Elles se trouvent dans les quartiers du Ranquet et de la Romaniquette.
Dans le quartier des Heures Claires, un port de plaisance de 210 places est présent.

### Équipement culturel
Istres dispose de nombreux équipements culturels. Parmi ceux-ci, on peut citer l’importance du Centre éducatif et culturel « Les Heures Claires » (CEC), issu d'une opération d'urbanisme conçue par l’atelier de Montrouge au cours des années 1970. L'objectif de la structure était de proposer de nouveaux lieux consacrés à la culture mais aussi à l'éducation et au sport.
Ainsi sur le site du CEC se trouvent actuellement les établissements culturels suivants :
- la médiathèque intercommunale ;
- la ludothèque ;
- la maison de la danse, dont l'objectif est de favoriser l'accès de tous les publics à la danse. La structure abrite plusieurs studios et associations dédiées ;
- le conservatoire de musique, complémentaire à la maison de la danse ;
- la maison pour tous, proposant des activités à vocations culturelles et sportives. Elle compte plus de 1 500 adhérents inscrits dans plus de 50 ateliers.

#### Théâtres, cinéma et salles de spectacles

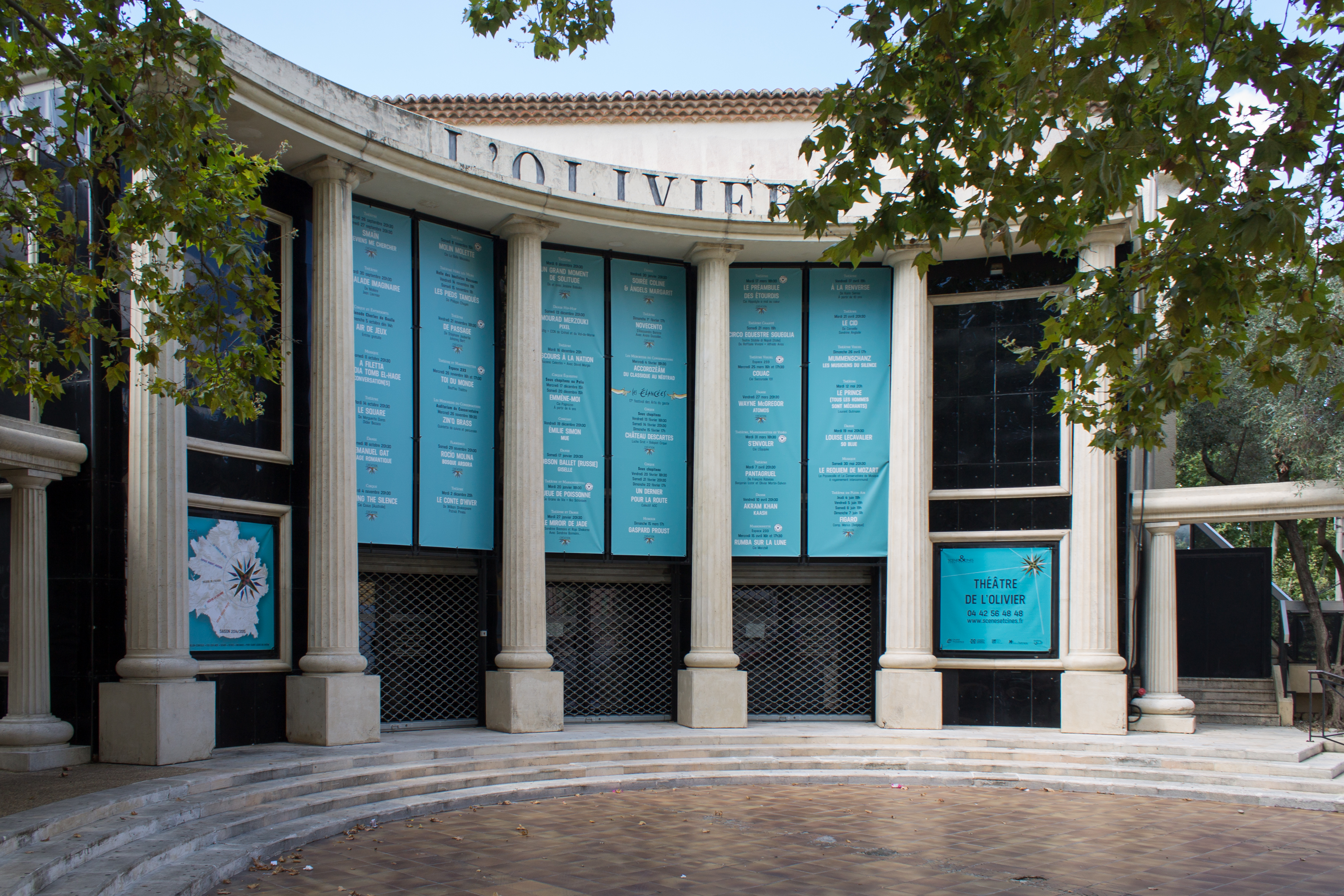
Le théâtre de l'Olivier.

- Le Théâtre de l'Olivier, un théâtre de 574 places situé au centre-ville.
- Espace 233, un théâtre de 233 places situé au CEC.
- L'Usine, un ensemble de deux salles de concert (1400 places) et de plusieurs studios de répétition.
- La halle polyvalente, une salle qui permet d'accueillir plus ponctuellement des spectacles et des salons.

Par ailleurs, la ville compte également un cinéma de quatre salles, situé au centre-ville.

#### Musées et lieux d'exposition

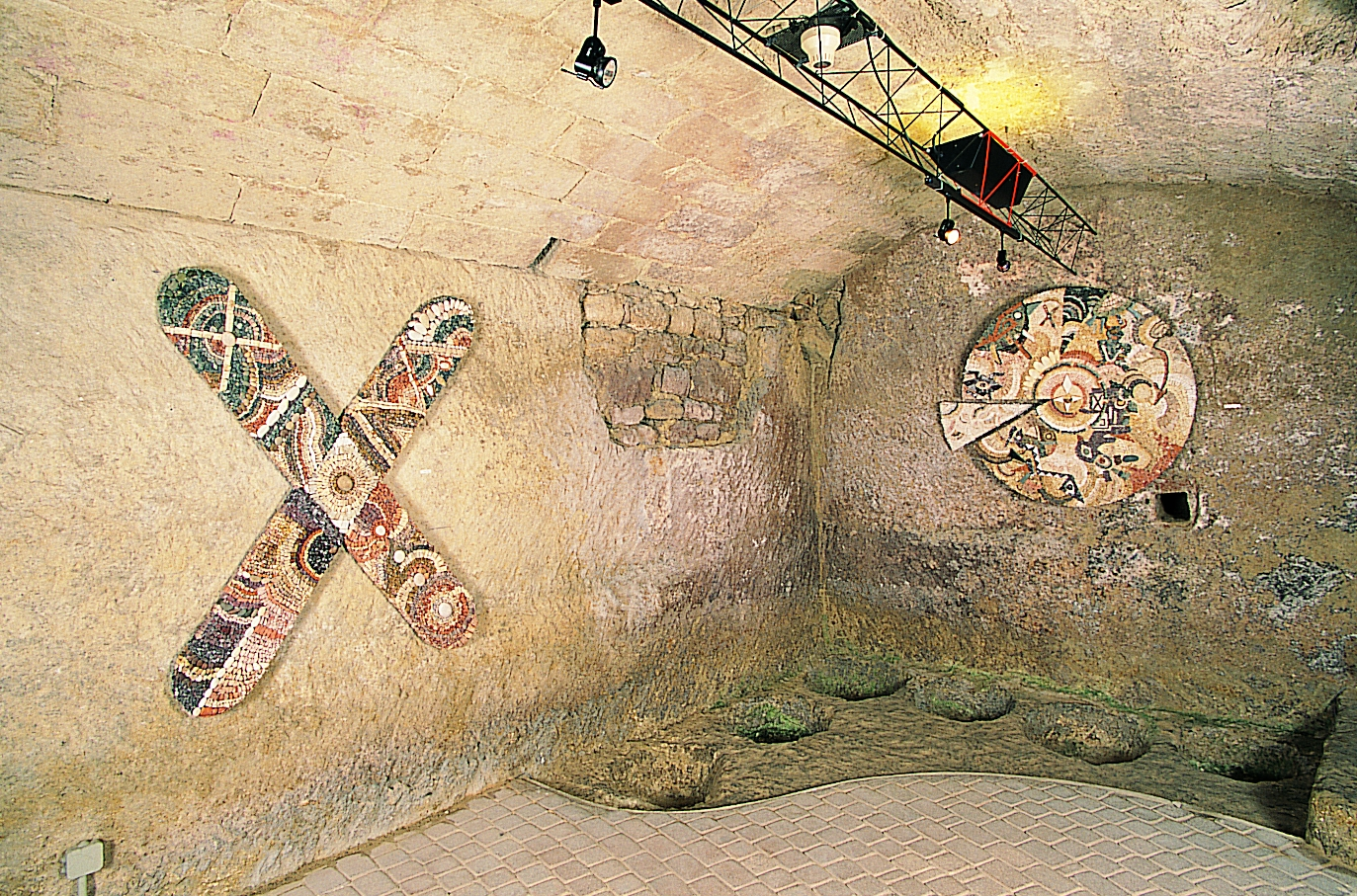
Des œuvres de Hülya Vurnal İkizgül, au musée archéologique d'Istres.

- Le musée archéologique René Beaucaire, situé dans un hôtel particulier du XVIIIe siècle[75]. Il présente des objets archéologiques provenant du golfe de Fos avec notamment une importante collection d'amphore et autres céramiques. En effet, le golfe fut le lieu d'implantation d'un port antique (vers -100 av. J.-C.–vers 700).
- Le Centre d'Art Contemporain, installé depuis 1993 dans une demeure bourgeoise du XVIIIe siècle du centre ville, il propose trois expositions annuelles.
- La chapelle Saint Sulpice, qui est reconvertie aujourd'hui en salle d'exposition.

### Patrimoine culturel
À la suite de la participation de la ville d'Istres à la capitale européenne de la culture Marseille-Provence 2013 et dans le cadre de l'inauguration d'un nouvel hôtel de ville en décembre 2013, la municipalité propose à Daniel Buren d'installer une œuvre pérenne sur l'esplanade jouxtant celui-ci. Intitulée La Grande Diagonale, elle représente un alignement en diagonale de 57 piliers aux couleurs de la commune.
L'espace est parcouru par des canaux d'eau qui prennent leurs sources dans quatre bassins de résurgence créés par Pierre Luu. Trois œuvres de l'artiste Ben ont également investi l'espace public dans le cadre de cette même participation.

### Patrimoine naturel
Une partie de la réserve naturelle nationale des Coussouls de Crau est présente dans la commune. De plus on trouve de nombreuses pinèdes dans la commune en dépit d'une urbanisation croissante.

### Personnalités liées à la commune
- Jean-Baptiste Régis (ca 1663-1738), né à Istres, jésuite, missionnaire en Chine, auteur de la première carte de la Corée[78].
- Auguste Edmond Girard, (1806-1873), né à Istres, homme politique.
- Léon-François Sibour (1807-1865), né à Istres, chanoine de Saint-Denis, puis évêque de Tripoli en 1857.
- Félix Gouin (1884-1977), président du Gouvernement provisoire de la République française en 1946, maire d'Istres de 1922 à 1941, et de 1945 à 1959, député (SFIO) des Bouches-du-Rhône de 1924 à 1958 (il fit partie des 80 députés qui refusèrent les pleins pouvoirs à Pétain en 1940).
- René Leduc (1898-1968), ingénieur aéronautique, concepteur et fabricant d'avions à statoréacteur, a vécu ses dernières années et est mort à Istres.
- Charles Rostaing (1904-1999), linguiste.
- Auguste Aquaron (1904-2001), footballeur.
- Jean Sarrail (1919-2012), pilote d'essai, qui a fait l'essentiel de sa carrière à Istres en volant sur près de 200 appareils dont 70 prototypes. Entre 1952 et 1957, il a également été l'un des trois pilotes d'essais officiels de René Leduc avec Jean Gonord et Yvan Littolff.
- Françoise Autrand (née en 1932), historienne.
- Roger Milhau (né en 1955), athlète.
- Jean-Luc Fournier (1958-2001), footballeur.
- Nora Lafi (née en 1965), historienne française d´origine algérienne, est née et a grandi à Istres, où elle a fréquenté le lycée Arthur-Rimbaud. Avant de se consacrer à sa carrière universitaire à Aix-en-Provence, Tunis, Tours puis Berlin, elle a été dans les années 1980 une des personnalités de premier rang du club d´athlétisme local. Elle est aujourd´hui chercheuse et enseignante au Zentrum Moderner Orient et à la Freie Universität de Berlin.
- Frédéric Ferrer, journaliste et animateur de radio.
- Anouk Ricard (né en 1970), illustratrice et auteure de bande dessinée.
- Stéphane Mifsud (né en 1971), apnéiste.
- Souad Dinar (née en 1977), haltérophile.
- Élisabet Maistre (née en 1977), musicienne et chanteuse membre du groupe Dionysos.
- Julian Cely (né en 1983), chanteur.
- Sadia Groguhé, conseillère municipale à Istres de 1995 à 2000 et députée fédérale de la circonscription de Saint-Lambert à la Chambre des communes du Canada.
- Soma, groupe de rock créé en 2001 originaire d'Istres.
- Youcef Sekour (né en 1988), footballeur franco-marocain.
- Kévin Diaz (né en 1988), footballeur.
- Florian Tardieu (né en 1992), footballeur.
- Mickaël Bonetto (né en 1994), champion d Europe de pétanque.
- Elohim Prandi (né en 1998), handballeur français, champion d'Europe 2024 avec les bleus. Il marque notamment le but qui permet aux bleus d'accéder à la prolongation du match Suède-France à l' Euro 2024 d'handball organisé en Allemagne.

### Héraldique
| Armes d'Istres | Blasonnement : D'azur à l'étoile d'or. C’est en exécution de l’édit promulgué en 1696 par Louis XIV, revu et amendé par ses successeurs, que la ville d’Istres, à l’instar des autres villes du royaume, se vit dans l’obligation de prendre des armes, c'est-à-dire un blason, et ce, bien entendu moyennant finances (50 livres par commune), pour renflouer les caisses de l’État, appauvries par les fastes et guerres du royaume. L’écu : Azur à une étoile d’or. D’aucuns ont voulu voir dans l’étoile une réminiscence des armes de la Maison des Baux, premiers seigneurs connus de la ville connus ; rien n’est moins sûr, car cette famille portait : de gueules (rouge) à une comète d’argent à seize raies (rayons). Il serait aussi la représentation symbolique de l’étoile du berger, car selon la légende Balthazar aurait campé dans la Crau lors de son périple vers Bethléem. D’ailleurs, on se demande comment il pourrait en être ainsi puisque deux autres villes de la région (Nibles et Bandol) possèdent des armes semblables. |